# Schumann-Briefedition
Die Schumann-Briefedition ist die erste Gesamtausgabe der Korrespondenz des Komponisten Robert Schumann und seiner Frau, der Pianistin und Komponistin Clara Schumann. Es ist eines der größten und umfangreichsten Projekte der neueren Musikwissenschaft. Herauszugeben sind etwa 13.000 Briefe, von denen der größte Teil erstmals im Druck erscheint. Die Verantwortung für den Inhalt teilen sich das Robert-Schumann-Haus in Zwickau und das Institut für Musikwissenschaft der Hochschule für Musik Carl Maria von Weber Dresden, bis zum 31. Dezember 2022 in Verbindung mit der Robert-Schumann-Forschungsstelle in Düsseldorf, die danach aufgelöst wurde. Die Edition erscheint im Verlag Dohr in Köln.

## Entstehungsgeschichte, Gliederung und Finanzierung
Das Projekt wurde zunächst von der Robert-Schumann-Forschungsstelle Düsseldorf initiiert, die die Gesamtausgabe der Werke Schumanns herausgibt, so dass zunächst auch Robert Schumanns Briefe an seine Verleger im Mittelpunkt standen, da diese wichtige Hinweise zur Entstehung und Veröffentlichung der Werke enthalten (Serie III). Später wurde das Projekt auf sämtliche überlieferten Briefe ausgeweitet und in vier Serien gegliedert:
- Serie I: Familienbriefwechsel,
- Serie II: Briefwechsel mit Freunden und Künstlerkollegen,
- Serie III: Verlegerbriefwechsel,
- Serie IV: Supplement, Quellenschriften u. a.

Finanziert wurde bzw. wird das Vorhaben von folgenden Institutionen:
- Union der deutschen Akademien der Wissenschaften (Serie II),
- Sächsische Akademie der Wissenschaften zu Leipzig (Serie II),
- Deutsche Forschungsgemeinschaft in Bonn (Serie III)
- Kunststiftung NRW in Düsseldorf (Serie I, II, III).
- Sächsisches Staatsministerium für Wissenschaft, Kultur und Tourismus (Serie II).

Die projektbegleitende Kommission der Serie II, der umfangreichsten Serie, leitete zunächst Detlef Altenburg, nach dessen Tod folgte 2016 Christiane Wiesenfeldt. Arbeitsstellenleiter der Serie II war zu Beginn Klaus Döge, nach seinem Tod folgte 2012 Klaus Martin Kopitz.
Die ersten beiden Bände der Edition erschienen 2008.

## Inhalt der bis bisher erschienenen Bände

### Serie I, Familienbriefwechsel
- Band 1, Briefwechsel mit den Verwandten in Zwickau und Schneeberg, hg. von Thomas Synofzik und Michael Heinemann, Köln 2020, 996 Seiten; ISBN 978-3-86846-007-0.
  - Briefwechsel mit Christiane und August Schumann 1817 bis 1836 (S. 41), Briefwechsel mit Carl von Schnabel und Carl Schnabel 1844 bis 1846 (S. 391), Briefwechsel mit Eduard und Therese Schumann, Friedrich Fleischer sowie Emmi und Bernhard Hänel-Clauss 1818 bis 1888 (S. 403), Briefwechsel mit Moritz Semmel 1828 bis 1830 (S. 525), Briefwechsel mit Carl, Rosalie, Pauline und Anna Schumann 1827 bis 1879 (S. 539), Briefwechsel mit Rosalie Rittner geb. Schumann 1851 bis 1857 (S. 805), Briefwechsel mit Anna und Gustav Henne 1880 bis 1895, (S. 815), Briefwechsel mit Julius und Emilie Schumann sowie Friedrich Uhlmann 1824 bis 1844 (S. 851), Briefwechsel mit Richard Schumann 1845 bis 1849 (S. 897), Briefwechsel mit Wilhelm Krause 1840 bis 1843 (S. 909), Robert Schumann im Briefwechsel mit Karl Friedrich Schumann 1845 (S. 919).
- Band 2, Briefwechsel mit der Familie Wieck, hg. von Eberhard Möller, Köln 2011, 480 Seiten; ISBN 978-3-86846-046-9.
  - Briefwechsel mit Friedrich und Clementine Wieck 1829 bis 1888 (S. 27–340), Briefwechsel mit Alwin und Lucile Wieck sowie Gustav Wieck 1834 bis 1885 (S. 341–365), Briefwechsel mit Marie und Cäcilie Wieck 1843 bis 1893 (S. 367–407), Briefwechsel mit Mitgliedern der Familien Kietz und Fechner 1839 bis 1894 (S. 409–419).
- Band 3, Briefwechsel mit der Familie Bargiel, hg. von Eberhard Möller, Köln 2011, 536 Seiten; ISBN 978-3-86846-008-7.
  - Briefwechsel mit Mariane Bargiel 1827 bis 1872 (S. 27–220), Briefwechsel mit Woldemar und Hermine sowie Eugen Bargiel 1842 bis 1895 (S. 221–444), Briefwechsel mit Cäcilie und Clementine Bargiel 1848 bis 1891 (S. 445–487).
- Band 4, Briefwechsel von Clara und Robert Schumann, Band I: März 1831 bis September 1838, hg. von Anja Mühlenweg, Köln 2012, 552 Seiten; ISBN 978-3-86846-004-9.
- Band 5, Briefwechsel von Clara und Robert Schumann, Band II: September 1838 bis Juni 1839, hg. von Anja Mühlenweg, Köln 2013, 616 Seiten; ISBN 978-3-86846-005-6.
- Band 6, Briefwechsel von Clara und Robert Schumann, Band III: Juni 1839 bis März 1840, hg. von Anja Mühlenweg, Köln 2014, 647 Seiten; ISBN 978-3-86846-006-3.
- Band 7, Briefwechsel von Clara und Robert Schumann, Band IV: Februar 1840 bis Juli 1856, hg. von Anja Mühlenweg, Köln 2015, 797 Seiten; ISBN 978-3-86846-048-3.
- Band 8, Briefwechsel mit Eugenie Schumann, Band I: 1857 bis 1888, hg. von Christina Siegfried, Köln 2013, 723 Seiten; ISBN 978-3-86846-010-0.
- Band 9, Briefwechsel mit Eugenie Schumann, Band II: 1889 bis 1896, hg. von Christina Siegfried, Köln 2017, 652 Seiten; ISBN 978-3-86846-011-7.
- Band 10, Briefwechsel mit den Kindern Elise, Ludwig und Felix, hg. von Thomas Synofzik und Michael Heinemann, Köln 2020, 819 Seiten; ISBN 978-3-86846-009-4.
  - Briefwechsel mit Elise und Louis Sommerhoff sowie dessen Mutter Louise Sommerhoff und den Geschwistern Reinhard Sommerhoff und Marie Bertuch 1845 bis 1896 (S. 33), Briefwechsel mit Ludwig Schumann 1856 bis 1876 (S. 531), Briefwechsel mit Felix Schumann 1857 bis 1878 (S. 571).
- Band 11, Briefwechsel mit den Kindern Marie, Julie und Ferdinand sowie den Enkelkindern, hg. von Thomas Synofzik und Michael Heinemann, Köln 2023, 914 Seiten; ISBN 978-3-86846-049-0.
  - Briefwechsel mit Marie Schumann 1841 bis 1895 (S. 31–283), Briefwechsel mit Julie Schumann verh. Radicati di Marmorito und Vittorio Radicati di Marmorito 1854 bis 1892 (S. 285–595), Briefwechsel mit Ferdinand und Antonie Schumann 1859 bis 1894 (S. 597–693), Briefwechsel mit Louise Mackensen 1873 (S. 695–699), Briefwechsel mit Julie Schumann verh. Walch 1887 bis 1896 (S. 701–797), Briefwechsel mit den Enkelsöhnen Ferdinand, Alfred, Felix und Erich Schumann sowie Robert Sommerhoff 1888 bis 1896 (S. 799–815).

### Serie II, Briefwechsel mit Freunden und Künstlerkollegen
- Band 1, Briefwechsel mit der Familie Mendelssohn, hg. von Kristin R. M. Krahe, Katrin Reyersbach und Thomas Synofzik, Köln 2009, 520 Seiten; ISBN 978-3-86846-012-4.
  - Briefwechsel mit Felix und Cécile Mendelssohn Bartholdy 1836 bis 1850 (S. 29–308), Briefwechsel mit Fanny Hensel 1847 (S. 309–316), Briefwechsel mit Paul und Albertine Mendelssohn-Bartholdy 1851 bis 1874 (S. 317–334), Briefwechsel mit Franz und Enole Mendelssohn 1863 bis 1889 (S. 335–460), Briefwechsel mit Robert von Mendelssohn 1889 bis 1893 (S. 461–473).
- Band 2, Briefwechsel mit Joseph Joachim und seiner Familie, hg. von Klaus Martin Kopitz, Köln 2019, 1652 Seiten; ISBN 978-3-86846-013-1 (zwei Teilbände).
  - Briefwechsel mit Joseph und Amalie Joachim sowie Marie, Herman und Ellen Joachim 1853 bis 1896 (S. 35–1484).
- Band 3, Briefwechsel mit Johannes Brahms und seinen Eltern, hg. von Thomas Synofzik, Köln 2022, 2573 Seiten; ISBN 978-3-86846-014-8 (vier Teilbände).
- Band 4, Briefwechsel mit Maria und Richard Albert Fellinger, Anna Franz geb. Wittgenstein, Max Kalbeck und anderen Korrespondenten in Österreich, hg. von Klaus Martin Kopitz, Anselm Eber und Thomas Synofzik, Köln 2020, 940 Seiten; ISBN 978-3-86846-015-5.
  - Briefwechsel mit Auguste Auspitz-Kolár 1868 (S. 35–40), Briefwechsel mit Selmar Bagge und Justine Bagge-Wendelstadt 1856 bis 1878 (S. 41–56), Briefwechsel mit Johann Nepomuk Batka und Richard Batka 1887 bis 1896 (S. 57–68), Briefwechsel mit Marie Baumayer 1872 bis 1890 (S. 69–75), Briefwechsel mit dem Komitee der Beethoven-Säkularfeier in Wien 1870 (S. 77–85), Briefwechsel mit Theodor Billroth 1877 bis 1882 (S. 87–107), Briefwechsel mit Friedrich Dratschmiedt sowie dessen Frau Anna und der Tochter Marie 1866 bis 1885 (S. 99–107), Briefwechsel mit Ottilie und Edward Ebner 1867 bis 1875 (S. 109–124), Briefwechsel mit Marie von Ebner-Eschenbach 1892 (S. 125–128), Briefwechsel mit Elise von Eichthal geb. Krings 1856 bis 1858 (S. 129–139), Briefwechsel mit Julius Epstein 1878 (S. 141–144), Briefwechsel mit Heinrich Esser 1861 (S. 145–149), Briefwechsel mit Carl Evers (S. 151–157), Briefwechsel mit Maria und Richard Fellinger sowie Josephine Köstlin geb. Lang 1859 bis 1896 (S. 159–335), Briefwechsel mit Marie Fillunger 1875 bis 1896 (S. 337–349), Briefwechsel mit Louise Fischhof (S. 351–356), Briefwechsel mit Franz und Ida Flatz 1859 bis 1868 (S. 357–379), Briefwechsel mit Josephine von Floch-Reyhersberg geb. Schmitt und Auguste Schmitt 1863 bis 1895 (S. 381–406), Briefwechsel mit Anna Franz geb. Wittgenstein 1867 bis 1896 (S. 407–502), Briefwechsel mit Robert Fuchs 1895 (S. 503–507), Briefwechsel mit Bertha von Gasteiger 1889 bis 1891 (S. 509–515), Briefwechsel mit Franz und Angela Gehring 1874 bis 1884 (S. 517–521), Briefwechsel mit Caroline von Gomperz-Bettelheim 1878 bis 1888 (S. 523–528), Briefwechsel mit Moritz und Bertha Hartmann 1859 bis 1893 (S. 529–553), Briefwechsel mit Ludwig Haynald 1873 (S. 555–559), Briefwechsel mit Johann von Herbeck und Josef Rank 1873 (S. 561–579), Briefwechsel mit Karl von Holtei und Joseph Potpeschnigg 1859 bis 1870 (S. 581–598), Briefwechsel mit Max und Julie Kalbeck 1879 bis 1893 (S. 599–653), Briefwechsel mit Marie Kinsky-Liechtenstein 1873 (S. 655–663), Briefwechsel mit Emil Krauss 1870 (S. 665–668), Briefwechsel mit Theobald Kretschmann 1885 (S. 669–673), Briefwechsel mit Heinrich und Iduna Laube 1861 bis 1866 (S. 675–679), Briefwechsel mit Joseph Lewinsky 1859 bis 1890 (S. 681–713), Briefwechsel mit Auguste von Littrow-Bischoff und Ella von Lang-Littrow 1860 bis 1891 (S. 715–720), Briefwechsel mit dem Wiener Männergesang-Verein sowie Nikolaus Dumba (S. 721–738), Briefwechsel mit Ludwig Michalek 1893 (S. 739–744), Briefwechsel mit August Moll und unbekannten Apothekern 1866 bis 1888 (S. 745–750), Briefwechsel mit Karel Navráil 1891 (S. 751–758), Briefwechsel mit Betty Oser 1867 bis 1895 (S. 759–781), Briefwechsel mit Heinrich Röver 1860 (S. 783–786), Briefwechsel mit Mathilde Sachse 1894 (S. 787–790), Briefwechsel mit der Singschule in Pest (S. 791–795), Briefwechsel mit Johann Skiwa 1868 (S. 797–800), Briefwechsel mit Cornelia von Spányik 1866 (S. 801–809), Briefwechsel mit Carl Stumpf 1883 (S. 811–815), Briefwechsel mit Marie von Wendheim 1886 (S. 817–820), Briefwechsel mit Ludmilla Zamoyska 1860 bis 1876 (S. 821–829), Briefwechsel mit unbekannten Korrespondenzpartnern 1859 bis 1869 (S. 831–837).
- Band 5, Briefwechsel mit Franz Brendel, Hermann Levi, Franz Liszt, Richard Pohl und Richard Wagner, hg. von Thomas Synofzik, Axel Schröter und Klaus Döge, Köln 2014, 1040 Seiten; ISBN 978-3-86846-016-2.
  - Briefwechsel mit Richard Wagner 1835 bis 1848 (S. 35–97), Briefwechsel mit Franz Liszt und Caroline zu Sayn-Wittgenstein 1836 bis 1884 (S. 99–207), Briefwechsel mit Franz Brendel 1837 bis 1853 (S. 209–327), Briefwechsel mit Richard Pohl 1850 bis 1877 (S. 329–416), Briefwechsel mit Hermann Levi 1863 bis 1895 (S. 417–920).
- Band 6, Briefwechsel mit Eduard Bendemann, Julius Hübner, Johann Peter Lyser und anderen Dresdner Künstlern, hg. von Renate Brunner, Michael Heinemann, Irmgard Knechtges-Obrecht, Klaus Martin Kopitz und Annegret Rosenmüller, Köln 2014, 988 Seiten; ISBN 978-3-86846-017-9.
  - Briefwechsel mit Eduard, Lida, Ottilie, Felix und Rudolf Bendemann 1844 bis 1895 (S. 41–532), Briefwechsel mit Adolf und Mathilde Ehrhardt 1889 (S. 533–537), Briefwechsel mit Julius, Pauline, Fanny und Eduard Hübner 1847 bis 1894 (S. 539–664), Briefwechsel mit Adolph Karst 1849 (S. 665–668), Briefwechsel mit Ernst Kietz 1833 (S. 669–672), Briefwechsel mit Johann Peter Lyser und Karoline Leonhardt 1834 bis 1844 (S. 673–791), Briefwechsel mit Gustav Metz 1848 (S. 793–798), Briefwechsel mit Robert und Marie Reinick (S. 799–854), Briefwechsel mit Ernst Rietschel 1846 bis 1854 (S. 855–862), Briefwechsel mit Carl Christian Vogel von Vogelstein 1846 (S. 863–868).
- Band 7, Briefwechsel mit Jenny Lind-Goldschmidt, Wilhelmine Schröder-Devrient, Julius Stockhausen, Pauline Viardot-García und anderen Sängern und Sängerinnen, hg. von Jelena Josic, Thomas Synofzik, Anselm Eber und Carlos Lozano Fernandez, Köln 2023, 1132 Seiten (zwei Teilbände); ISBN 978-3-86846-018-6
  - Briefwechsel mit Lina Alexander 1882 (S. 43–45), Briefwechsel mit Désirée Artôt 1860 (S. 47–51), Briefwechsel mit Emma Babnigg 1843 (S. 53–57), Briefwechsel mit Heinrich Behr 1853 (S. 59–63), Briefwechsel mit Marianne Brandt 1870 bis 1889 (S. 65–109), Briefwechsel mit Marie Chmelik 1869 (S. 111–113), Briefwechsel mit Carl Diezel 1883 (S. 115–121), Briefwechsel mit Raffaele Garcia 1850 (S. 123–127), Briefwechsel mit Franz und Josef Hauser 1838 bis 1888 (S. 129–141), Briefwechsel mit George Henschel 1874 bis 1896 (S. 143–171), Briefwechsel mit Helene Hofmann-Stirl 1889 (S. 173–175), Briefwechsel mit Ernst Koch 1850 bis 1852 (S. 177–187), Briefwechsel mit Jenny Lind-Goldschmidt und Otto Goldschmidt 1845 bis 1894 (S. 189–275), Briefwechsel mit Miranda Löhnberg 1850 (S. 277–281), Briefwechsel mit Elisa Meerti 1839 bis 1841 (S. 283–291), Briefwechsel mit Henriette Nissen-Saloman und Siegfried Saloman 1841 bis 1867 (S. 293–301), Briefwechsel mit Clara Novello 1853 (S. 303–307), Briefwechsel mit Anna Regan 1871 (S. 309–313), Briefwechsel mit Marie Sachs 1843 (S. 315–321), Briefwechsel mit Joseph Schiffer 1851 bis 1852 (S. 323–335), Briefwechsel mit Sophie Schloss 1841 bis 1852 (S. 337–351), Briefwechsel mit Heinrich und Marie Schmidt 1838 bis 1870 (S. 353–411), Briefwechsel mit Wilhelmine Schröder-Devrient verh. Bock und ihrer Schwester Auguste Schloenbach sowie Claire von Glümer 1838 bis 1860 (S. 413–493), Briefwechsel mit Franziska Schwarzbach 1849 (S. 495–499), Briefwechsel mit Marcella Sembrich 1892 (S. 501–505), Briefwechsel mit Lina Steinert 1839 (S. 507–511), Briefwechsel mit Clara und Julius Stockhausen sowie Franz Stockhausen 1854 bis 1896 (S. 513–835), Briefwechsel mit Rosalie Tittel 1849 (S. 837–845), Briefwechsel mit Johannes Adrianus Tuyn 1841 (S. 847–851), Briefwechsel mit Charlotte und Karl Valentin ca. 1867 bis 1888 (S. 853–861), Briefwechsel mit Pauline Viardot-Garcia, Louis Viardot und Louise Héritte-Viardot sowie Maria-Joaquina Garcia-Sitches 1838 bis 1894 (S. 863–999), Briefwechsel mit Johanna Wagner 1852 (S. 1001–1005)
- Band 8, Briefwechsel mit der Familie List und anderen Münchner Korrespondenten, hg. von Ekaterina Smyka, Köln 2022, 1308 Seiten; ISBN 978-3-86846-019-3 (zwei Teilbände).
  - Briefwechsel mit Friedrich und Emilie List, Elise von Pacher und ihrer Familie 1835 bis 1895 (S. 35–843), Briefwechsel mit Michael Bernays 1882 (S. 845–849), Briefwechsel mit Anna Bernhardi 1895 (S. 851–855), Briefwechsel mit Helmina von Chézy 1840 bis 1842 (S. 857–867), Briefwechsel mit Karl Ludwig Drobisch 1834 bis 1836 (S. 869–875), Briefwechsel mit Henriette und Marie Eller 1879 bis 1889 (S. 877–883), Briefwechsel mit Mary und Conrad Fiedler 1875 bis 1895 (S. 885–985), Briefwechsel mit Johann Heuchemer 1852 bis 1853 (S. 987–993), Briefwechsel mit Paul Heyse 1879 bis 1885 (S. 995–1001), Briefwechsel mit Adolf und Irene Hildebrand 1884 bis 1895 (S. 1003–1061), Briefwechsel mit Konrad Max Kunz 1842 (S. 1063–1067), Briefwechsel mit Franz, Ignaz und Vinzenz Lachner 1857 bis 1893 (S. 1069–1085), Briefwechsel mit Franz Lenbach 1879 (S. 1087–1095), Briefwechsel mit Ludwig Nohl 1866 (S. 1097–1103), Briefwechsel mit Karl von Perfall 1863 bis 1879 (S. 1105–1113), Briefwechsel mit Franziska von Raesfeldt 1857 (S. 1115–1119), Briefwechsel mit Karl Riefstahl 1834 bis 1842 (S. 1121–1155), Briefwechsel mit Hans Schnorr von Carolsfeld 1887 bis 1888 (S. 1157–1161), Briefwechsel mit Ethel Smyth 1883 (S. 1163–1167), Briefwechsel mit Christian Then und Katharina Then verh. Bezold 1854 bis 1885 (S. 1169–1179).
- Band 10, Briefwechsel mit Theodor Kirchner, Alfred Volkland und anderen Korrespondenten in der Schweiz, hg. von Annegret Rosenmüller, Köln 2022, 1121 Seiten; ISBN 978-3-86846-021-6 (zwei Teilbände).
  - Briefwechsel mit Theodor Kirchner 1843 bis 1864 (S. 39–223), Briefwechsel mit Alfred und Henriette Volkland 1876 bis 1896 (S. 225–627), Briefwechsel mit Wilhelm Baumgartner 1851 (S. 629–633), Briefwechsel mit Mathilde Bernoulli-Siegfried 1879 bis 1880 (S. 635–639), Briefwechsel mit August Corrodi 1852 (S. 641–651), Briefwechsel mit Gotthold Eglinger 1878 bis 1887 (S. 653–663), Briefwechsel mit Elias Haffter 1890 (S. 665–669), Briefwechsel mit Friedrich und Albertine Hegar 1862–1896 (S. 671–699), Briefwechsel mit Daniel Heusler-Thurneysen 1835–1858 (S. 701–709), Briefwechsel mit Charlotte und Hortense Kestner 1857 bis 1867 (S. 711–715), Briefwechsel mit Jacques Kircher 1852 (S. 717–721), Briefwechsel mit Josephine Hirt-Kopp und Vital Kopp-Bariola 1880 bis 1888 (S. 723–731), Briefwechsel mit Christian Lippe 1839 bis 1842 (S. 733–739), Briefwechsel mit Ernst Methfessel 1840 (S. 741–749), Briefwechsel mit Karl Eugen Petzold 1840–1858 (S. 751–771), Briefwechsel mit Christian Gottlieb Rabe 1850–1853 (S. 773–781), Briefwechsel mit Clara von Rappard 1894 bis 1895 (S. 783–789), Briefwechsel mit Ernst Reiter 1846 bis 1874 (S. 791–797), Briefwechsel mit Jakob Melchior und Louise Rieter-Biedermann sowie Karl Jakob Melchior Rieter und der Verlag J. Rieter-Biedermann 1857 bis 1891 (S. 799–815), Briefwechsel mit Friedrich und Margaretha Riggenbach-Stehlin 1862 bis 1881 (S. 817–887), Briefwechsel mit Ernst Ludwig Rochholz 1850 bis 1851 (S. 889–893), Briefwechsel mit Heinrich Sczadrowsky 1858 (S. 895–899), Briefwechsel mit der Steinerischen Buchhandlung 1840 (S. 901–905), Briefwechsel mit Loucky Vonder Mühll und Rosina LaRoche-Burckhardt 1885 bis 1896 (S. 907–923), Briefwechsel mit August Walter und Anna Walter-Strauss 1857 bis 1883 (S. 925–933), Briefwechsel mit Joseph Viktor und Sophie Widmann 1889 bis 1895 (S. 935–979), Briefwechsel mit Jakob Heinrich Ziegler-Sulzer und Elise Ziegler 1840 bis 1857 (S. 981–997), Briefwechsel mit einem unbekannten Korrespondenzpartner (S. 999–1003).
- Band 11, Briefwechsel mit Ernst Rudorff und seiner Familie, hg. von Annegret Rosenmüller, Köln 2023, 1084 Seiten; ISBN 978-3-86846-022-3 (zwei Teilbände).
- Band 12, Briefwechsel Clara Schumanns mit Landgräfin Anna von Hessen, Marie von Oriola und anderen Angehörigen deutscher Adelshäuser, hg. von Annegret Rosenmüller, Köln 2015, 784 Seiten; ISBN 978-3-86846-023-0.
  - Briefwechsel mit Anna, Alexander Friedrich, Elisabeth (verh. von Anhalt) und Friedrich Karl von Hessen 1864 bis 1896 (S. 31–225), Briefwechsel mit Laura und Rudolf von Beckerath 1859 bis 1895 (S. 227–320), Briefwechsel mit Hugo von Donop ca. 1885 bis 1890 (S. 321–324), Briefwechsel mit Elisabeth und Marie zu Wied 1864 bis 1885 (S. 325–355), Briefwechsel mit Friederike, Pauline und Emilie zur Lippe 1855 bis 1887 (S. 357–399), Briefwechsel mit Georg V., Marie und Mary von Hannover sowie Anna von Bernstorff und Julius von Platen-Hallermund 1855 bis 1883 (S. 401–418), Briefwechsel mit Mathilde und Else von Guaita sowie Walther Lampe 1882 bis 1893 (S. 419–425), Briefwechsel mit Helene von Heldburg 1891 (S. 427–431), Briefwechsel mit Henriette von Schleswig-Holstein-Sonderburg-Augustenburg (verh. Esmarch) und Friedrich Esmarch 1865 bis 1875 (S. 433–440), Briefwechsel mit Ludwig II. von Bayern 1879 (S. 441–444), Briefwechsel mit Luise von Baden 1878 bis 1889 (S. 445–450), Briefwechsel mit Caroline und Wilhelm Otto von der Malsburg 1831 (S. 451–454), Briefwechsel mit Marie zu Hohenlohe-Schillingsfürst 1860 (S. 455–458), Briefwechsel mit Augustine von Naß 1838 (S. 459–464), Briefwechsel mit Marie und Waldemar von Oriola 1871 bis 1895 (S. 465–652), Briefwechsel mit Adelgunde und Hermann von der Pfordten 1863 bis 1881 (S. 653–658), Briefwechsel mit Maximiliane vom Rath (?) 1894 (S. 659–662), Briefwechsel mit Carl und Sophie Rivalier von Meysenbug 1855 bis 1856 (S. 663–674), Briefwechsel mit Mathilde von Rothschild 1856 bis 1892 (S. 675–680), Briefwechsel mit Stephanie und Antonia von Hohenzollern-Sigmaringen 1853 bis 1896 (S. 681–686), Briefwechsel mit Wilhelm II. sowie Wilhelm von Müffling 1889 (S. 687–691), Briefwechsel mit Emma und Lothar von Wurmb 1870 bis 1880 (S. 693–704).
- Band 13, Briefwechsel mit den Familien Verhulst, Kufferath/Speyer und Engelmann sowie anderen Korrespondenten in Belgien und den Niederlande|n, hg. von Eva Katharina Klein, Anselm Eber und Thomas Synofzik, Köln 2024, 1462 Seiten (zwei Teilbände); ISBN 978-3-86846-024-7.
  - Briefwechsel mit Johannes und Johanna Verhulst 1838 bis 1891 (S. 45–226), Briefwechsel mit Johann Hermann und Elisabeth Kufferath 1853 bis 1855 (S. 227–246), Briefwechsel mit Hubert Ferdinand, Christine und Sophie Kufferath 1841 bis 1896 (S. 247–402), Briefwechsel mit Edward Speyer und Antonie Speyer geb. Kufferath 1881 bis 1896 (S. 403–502), Briefwechsel mit Wilhelm Speyer und Antonie Speyer 1839 bis ca. 1887 (S. 503–516), Briefwechsel mit Theodor Wilhelm und Emma Engelmann sowie Sophie Wachenhusen 1871 bis 1896 (S. 517–802), Briefwechsel mit der Association Royale de Sociétés lyriques d’Anvers (Jean Simon Eykens, Carolus Abraham Soetens und Emile Fester) 1851 bis 1854 (S. 803–820), Briefwechsel mit Simon van Baalen und Karl Gustav Kupsch 1838 bis 1841 (S. 821–828), Briefwechsel mit Anna Behrens 1894 (S. 829–832), Briefwechsel mit Anton Berlijn 1840 bis 1841 (S. 833–842), Briefwechsel mit Ferdinand Böhme 1851 bis 1853 (S. 843–852), Briefwechsel mit Edouard Davelouis 1861 (S. 853–856), Briefwechsel mit Johannes Franciscus Dupont 1849 (S. 857–862), Briefwechsel mit Charles Eichler 1837 bis 1844 (S. 863–902), Briefwechsel mit der Eruditio musica Amsterdam (Jacob Willem Kleine und Johannes Christiaan van der Finck 1853, S. 903–908), Briefwechsel mit Jan Albert van Eycken 1853 bis 1854 (S. 909–916), Briefwechsel mit Anna Falk-Mehlig 1888 bis 1889 (S. 917–924), Briefwechsel mit der Gesellschaft Felix Meritis in Amsterdam (Willem de Vos und Hendrik Willem van Rinkhuijzen) 1853 bis 1855 (S. 925–934), Briefwechsel mit François-Joseph Fétis 1834 bis 1867 (S. 935–942), Briefwechsel mit Sophie Förster 1855 (S. 943–948), Briefwechsel mit Jacques Franco-Mendes 1850 (S. 949–954), Briefwechsel mit Friedrich Gernsheim 1869 bis 1891 (S. 955–964), Briefwechsel mit Julius und Mathilde Grisar 1882 (S. 965–968), Briefwechsel mit Cornelis Hartsen und Fredrik Harman van de Poll 1850 (S. 969–974), Briefwechsel mit Richard Hol 1853 bis 1865 (S. 975–986), Briefwechsel mit Wouter Hutschenruyter 1858 bis 1860 (S. 987–992), Briefwechsel mit Edouard und Euphémie Kalls 1862 bis 1893 (S. 993–998), Briefwechsel mit Florentius Cornelis Kist 1851 bis 1853 (S. 999–1010), Briefwechsel mit Gerrit Knippenberg 1853 (S. 1011–1016), Briefwechsel mit David Koning 1850 (S. 1017–1024), Briefwechsel mit Henri und Jeanne Léonard 1849 (S. 1025–1028), Briefwechsel mit Abraham Dirk Loman 1863 (S. 1029–1034), Briefwechsel mit Johann Heinrich Lübeck 1852 bis 1853 (S. 1035–1048), Briefwechsel mit Willem Nicolaï 1889 (S. 1049–1052), Briefwechsel mit Jean-Théodore Radoux 1880 (S. 1053–1060), Briefwechsel mit Johan Cornelis Marius van Riemsdijk 1881 bis 1891 (S. 1061–1068), Briefwechsel mit Franciscus Marinus Roijaards 1853 bis 1855 (S. 1067–1074), Briefwechsel mit Holger Joseph Christiaan de Roode 1852 (S. 1075–1080), Briefwechsel mit Adolphe Samuel 1872 (S. 1081–1084), Briefwechsel mit Leander Schlegel 1875 bis 1887 (S. 1085–1092), Briefwechsel mit Charles Simonin de Sire 1838 bis 1863 (S. 1093–1158), Briefwechsel mit Johannes Reinier Smalt 1853 bis 1870 (S. 1159–1188), Briefwechsel mit Conrad ten Brink 1835 bis 1838 (S. 1189–1212), Briefwechsel mit Heinrich Theune 1853 (S. 1213–1218), Briefwechsel mit Barthélemy Tours (Eruditio musica Rotterdam) 1853 bis 1860 (S. 1219–1226), Briefwechsel mit Adrianus Catharinus Gerardus Vermeulen (Maatschappij tot Bevordering der Toonkunst) 1837 bis 1854 (S. 1227–1296), Briefwechsel mit Adelaide und Joseph Salomon Weinthal 1851 (S. 1297–1302), Briefwechsel mit Jacob und Eliza Wittering sowie Heinrich Scheuer 1853 bis 1855 (S. 1303–1320).
- Band 14, Briefwechsel mit Mathilde Wendt und Malwine Jungius sowie Gustav Wendt, hg. von Annegret Rosenmüller, Köln 2011, 484 Seiten; ISBN 978-3-86846-025-4.
  - Briefwechsel mit Mathilde Wendt und Malwine Jungius 1876 bis 1896 (S. 23–359), Briefwechsel mit Gustav Wendt 1885 bis 1892 (S. 361–369), Mathilde Wendts Erinnerungen an Clara Schumann (S. 371–411).
- Band 15, Briefwechsel mit den Familien Voigt, Preußer, Herzogenberg und anderen Korrespondenten in Leipzig, hg. von Annegret Rosenmüller und Ekaterina Smyka, Köln 2016, 1004 Seiten; ISBN 978-3-86846-026-1.
  - Briefwechsel mit Henriette, Carl, Bertha, Woldemar und Hans Voigt, Julius und Ottilie Gensel sowie Johannes Eduard Böttcher 1834 bis 1896 (S. 39–208), Briefwechsel mit Emma Leppoc und Helene Wolffson sowie Clara und Doris Weil 1841 bis 1894 (S. 209–260), Briefwechsel mit Gustav Ludwig, Emma, Annette, Isidora und Louise Preußer sowie Ernestine Platzmann-Preußer, Louise Beckmann und Caroline Gontard 1843 bis 1895 (S. 261–368), Briefwechsel mit Hermann Langer und der Universitäts-Sängerschaft zu St. Pauli in Leipzig 1850 bis 1872 (S. 369–382), Briefwechsel mit dem Verein zur Errichtung eines Mendelssohn-Denkmals 1868 (S. 383–389), Briefwechsel mit Elisabeth und Heinrich von Herzogenberg 1876 bis 1896 (S. 391–828), Briefwechsel mit Marie Lipsius 1879 bis 1895 (S. 829–847), Briefwechsel mit Adolf und Lili Wach 1883 bis 1894 (S. 849–872), Briefwechsel mit Arthur Kind 1890 (S. 873–878), Briefwechsel mit Marie Schneider 1892 bis 1893 (S. 879–884).
- Band 16, Briefwechsel mir Bernhard Scholz und anderen Korrespondenten in Frankfurt am Main, hg. von Annegret Rosenmüller und Anselm Eber, Köln 2020, 1304 Seiten (zwei Teilbände); ISBN 978-3-86846-027-8.
  - Briefwechsel mit Bernhard, Luise, Henny und Agnes Scholz 1859 bis 1894 (S. 45–300), Briefwechsel mit Mathilde Albrecht 1887 (S. 301–305), Briefwechsel mit Carl August, Julius und Jean Baptiste André 1836 bis 1851 (S. 307–325), Briefwechsel mit Felix Bamberg 1839 (S. 327–332), Briefwechsel mit Heinrich Barthel 1884 (S. 333–336), Briefwechsel mit Florence Bassermann 1888 (S. 337–340), Briefwechsel mit Hugo und Stella Becker sowie Emil Struth 1880 bis 1893 (S. 341–351), Briefwechsel mit Ottilie Braunfels 1886 (S. 353–356), Briefwechsel mit H. L. Brönner 1851 (S. 357–362), Briefwechsel mit Emil Claar und Hermine Claar-Delia 1880 bis 1895 (S. 363–379), Briefwechsel mit Robert Delosea 1890 bis 1896 (S. 381–384), Briefwechsel mit Eduard, Therese, Marie sowie Otto und Marie (geb. Roman) Devrient 1848 bis 1895 (S. 385–412), Briefwechsel mit der Kohlenhandlung Anton Fulda 1889 bis 1895 (S. 413–419), Briefwechsel mit Carl Gollmick 1839 bis 1844 (S. 421–472), Briefwechsel mit Georg Goltermann 1879 bis 1895 (S. 473–478), Briefwechsel mit Carl Greith 1852 (S. 479–485), Briefwechsel mit Mathilde Halle-Hoffmann 1894 (S. 487–491), Briefwechsel mit Heinrich und Anna Mathilde Hanau 1880 bis 1892 (S. 493–502), Briefwechsel mit Hugo und Isabella Heermann 1870 bis 1895 (S. 503–535), Briefwechsel mit Michael, Andreas, Heinrich, Johanna, Sophie und Theodor Henkel 1834 bis 1895 (S. 537–625), Briefwechsel mit Karl, Anna, Else und Clara Hermann 1880 bis 1891 (S. 627–639), Briefwechsel mit dem Hoch‘schen Konservatorium 1878 bis 1892 (S. 641–662), Briefwechsel mit Theresia Hoffmann (?) 1880 (S. 663–667), Briefwechsel mit Engelbert Humperdinck 1890 bis 1895 (S. 669–674), Briefwechsel mit Elizabeth Johnson 1893 (S. 675–680), Briefwechsel mit Iwan Knorr 1885 bis 1893 (S. 681–684), Briefwechsel mit Gustav Friedrich und Elise Kogel 1892 bis 1896 (S. 685–692), Briefwechsel mit James Kwast und Antonie geb. Hiller 1868 bis 1895 (S. 693–702), Briefwechsel mit Emil Ladenburg und Marie Lindley 1871 bis 1892 (S. 703–720), Briefwechsel mit Julius Langbehn 1890 bis 1891 (S. 721–726), Briefwechsel mit Emma und Leo Lehmann 1891 bis 1894 (S. 727–732), Briefwechsel mit der Pianofortehandlung und Leihanstalt L. Lichtenstein & Co. 1875 bis 1890 (S. 733–740), Briefwechsel mit Elisabeth Mentzel 1879 (S. 741–744), Briefwechsel mit Franz Messer 1854 (S. 745–754), Briefwechsel mit Elisabeth de Mol van Otterloo 1882 (S. 755–760), Briefwechsel mit Frieda Morstadt 1888 (S. 761–764), Briefwechsel mit Carl Müller 1854 bis 1889 (S. 765–774), Briefwechsel mit Valentin Müller 1879 (S. 775–778), Briefwechsel mit dem Vorstand der Frankfurter Museums-Gesellschaft (Gustav Adolf Spiess, Philipp Hartmann und Friedrich Sieger) 1856 bis 1894 (S. 779–807), Briefwechsel mit Johann und Emilie Naret-Koning 1878 bis 1894 (S. 809–816), Briefwechsel mit Ferdinand van Ommeren 1851 (S. 817–822), Briefwechsel mit Moritz und Katharina Oppenheim 1888 bis 1896 (S. 823–831), Briefwechsel mit dem Orchester des Frankfurter Stadttheaters und dessen Pensions-Kasse 1888 (S. 833–836), Briefwechsel mit Elise Polko 1889 bis 1896 (S. 837–847), Briefwechsel mit Ferdinand August Christian Prestel 1885 (S. 849–852), Briefwechsel mit Johannes und Katharina Proelß 1885 bis 1888 (S. 853–858), Briefwechsel mit Joachim und Doris Raff 1878 bis 1882 (S. 861–899), Briefwechsel mit Franz Ritter 1879 bis 1896 (S. 901–910), Briefwechsel mit Hermann Ritter 1883 bis 1890 (S. 911–918), Briefwechsel mit Georg Rittner 1885 (S. 919–922), Briefwechsel mit Justine Rollin Couquerque 1891 (S. 923–926), Briefwechsel mit Ernestine Roth 1880 bis 1884 (S. 927–931), Briefwechsel mit Adine Rückert 1894 bis 1895 (S. 933–938), Briefwechsel mit Carina de Saint Seigne ca. 1894/1895 (S. 939–942), Briefwechsel mit Pablo de Sarasate 1878 (S. 943–946), Briefwechsel mit Heinrich Sauer 1890 (S. 947–951), Briefwechsel mit Louis Schindelmeisser und Joseph Jacoby 1846 bis 1852 (S. 953–981), Briefwechsel mit Friedrich und Cleopha Schlemmer 1842 bis 1890 (S. 983–993), Briefwechsel mit Gustav Schmidt 1852 bis 1875 (S. 995–1013), Briefwechsel mit Franz Xaver Schnyder von Wartensee 1838 bis 1862 (S. 1015–1028), Briefwechsel mit Ferdinand Eduard Schwarzschild 1871 bis 1895 (S. 1029–1047), Briefwechsel mit Sophie Seibt 1843 (S. 1049–1052), Briefwechsel mit Caroline Sonnenberg zwischen 1886 und 1890 (S. 1053–1056), Briefwechsel mit Adolf von Sonnenthal 1890 (S. 1057–1060), Briefwechsel mit Lyda Stoltze (?) 1891 (S. 1061–1064), Briefwechsel mit Franz Christian Ströhlein 1894 (S. 1065–1068) Briefwechsel mit Therese Stümcke 1894 (S. 1069–1072), Briefwechsel mit Anton und Emmy Urspruch 1893 bis 1895 (S. 1073–1080), Briefwechsel mit Lazzaro und Julia Uzielli 1882 bis 1895 (S. 1081–1090), Briefwechsel mit Georg Veith 1883 bis 1884 (S. 1091–1096), Briefwechsel mit Otto Volger und dem Freien Deutschen Hochstift 1878 bis 1890 (S. 1097–1106), Briefwechsel mit Wilhelm Wagner und der Redaktion der Didaskalia 1835 bis 1840 (S. 1107–1115), Briefwechsel mit Carl Friedrich und Philipp Christian Wecker 1854 bis 1871 (S. 1117–1125), Briefwechsel mit Heinrich Weissgerber 1882 bis 1891 (S. 1127–1139), Briefwechsel mit der Steinkohlen- und Holzhandlung J. W. Wunderlich sen. 1891 (S. 1141–1144), Briefwechsel mit Mary, Johann Evangelist und Sophie Wurm 1880 bis 1887 (S. 1145–1157), Briefwechsel mit unbekannten Korrespondenten 1880 bis 1895 (S. 1159–1164).
- Band 17, Briefwechsel Robert und Clara Schumanns mit Korrespondenten in Berlin 1832 bis 1883, hg. von Klaus Martin Kopitz, Eva Katharina Klein und Thomas Synofzik, Köln 2015, 1000 Seiten; ISBN 978-3-86846-028-5.
  - Briefwechsel mit Gebhard von Alvensleben 1841 bis 1843 (S. 35–51), Briefwechsel mit Bettina von Arnim und ihren Töchtern Armgart und Gisela sowie Herman Grimm 1839 bis 1879 (S. 53–86), Briefwechsel mit Ludwig Berger 1835 bis 1838 (S. 87–97), Briefwechsel mit Michael Bergson 1837 bis 1838 (S. 99–109), Briefwechsel mit Franz Commer 1842 (S. 111–116), Briefwechsel mit Carl von Decker 1841 (S. 117–121), Briefwechsel mit Pauline Decker 1847 (S. 123–129), Briefwechsel mit Siegfried Wilhelm Dehn 1834 bis 1869 (S. 131–137), Briefwechsel mit Louis du Rieux 1851 (S. 139–144), Briefwechsel mit Ludwig Eichler 1839 (S. 145–150), Briefwechsel mit Siegmund Ephraim 1843 (S. 151–154), Briefwechsel mit Eduard Foerster 1835 (S. 155–162), Briefwechsel mit König Friedrich Wilhelm IV. von Preußen, Carl Christian Müller und Martin Hinrich Lichtenstein 1845 bis 1851 (S. 163–173), Briefwechsel mit Joseph Fürst 1848 (S. 175–185), Briefwechsel mit Flodoard Geyer 1841 (S. 187–190), Briefwechsel mit Hermann Goedecke 1844 (S. 191–198), Briefwechsel mit Julian Gottstein 1842 (S. 199–204), Briefwechsel mit Albert Heintz 1845 (S. 211), Briefwechsel mit Gustav Heuser 1841 bis 1844 (S. 213–223), Briefwechsel mit Herrmann Hirschbach 1838 bis 1846 (S. 225–288), Briefwechsel mit Carl Johann Hoffmann 1834 bis 1835 (S. 289–293), Briefwechsel mit Carl Otto Hoffmann 1847 (S. 295–300), Briefwechsel mit Johann Ignaz Hoppe und Rudolph Zesch 1836 bis 1837 (S. 301–306), Briefwechsel mit Robert von Keudell 1847 bis 1853 (S. 307–317), Briefwechsel mit Hermann Wilhelm Ernst von Keyserlingk 1840 (S. 319–322), Briefwechsel mit Oskar Kolberg 1835 (S. 323–327), Briefwechsel mit Hermann Krigar 1853 (S. 329–342), Briefwechsel mit Johann Friedrich Wilhelm Kühnau 1839 (S. 343–349), Briefwechsel mit Justus Amadeus Lecerf 1838 bis 1840 (S. 351–359), Briefwechsel mit M. F. Lehmann 1843 (S. 361–364), Briefwechsel mit Marie Lichtenstein verh. Hoffmeister 1840 bis 1883 (S. 365–393), Briefwechsel mit Augusta Loewe 1843 (S. 395–398), Briefwechsel mit Carl Lotze 1852 (S. 399–403), Briefwechsel mit Adolf Bernhard Marx 1836 bis 1842 (S. 405–459), Briefwechsel mit Carl Friedrich Müller 1835 bis 1837 (S. 461–467), Briefwechsel mit August Neithardt 1835 (S. 469–472), Briefwechsel mit Gustav Nicolai 1834 bis 1843 (S. 473–489), Briefwechsel mit Friedrich von Raumer 1835 (S. 491–494), Briefwechsel mit Graf Friedrich Wilhelm von Redern 1847 bis 1851 (S. 495–500), Briefwechsel mit Gustav Reichardt 1834 bis 1835 (S. 501–505), Briefwechsel mit Ludwig Rellstab 1832 bis 1847 (S. 507–543), Briefwechsel mit Hubert Ries 1847 (S. 545–550), Briefwechsel mit Carl Friedrich Rungenhagen und der Königlich Preußischen Akademie der Künste 1835 bis 1847 (S. 551–574), Briefwechsel mit Heinrich Salomon 1853 (S. 575–580), Briefwechsel mit Johann Philipp Schmidt 1838 bis 1847 (S. 581–585), Briefwechsel mit Wilhelm Adolf (?) Schmidt 1837 (S. 587–590), Briefwechsel mit Gräfin Clementine von Schönburg 1839 (S. 591–596), Briefwechsel mit Carl Seidel 1834 bis 1835 (S. 597–607), Briefwechsel mit Hugo Seidel und Adolph Grünwald 1852 (S. 609–613), Briefwechsel mit Jegór von Sivers 1852 (S. 615–619), Briefwechsel mit Henriette Sontag verh. Gräfin Rossi 1847 (S. 621–626), Briefwechsel mit Gaspare Spontini 1835 bis 1838 (S. 627–635), Briefwechsel mit Julius Stern 1838 bis 1860 (S. 637–694), Briefwechsel mit Wilhelm Taubert 1834 bis 1876 (S. 695–727), Briefwechsel mit Hieronymus und Marie Truhn 1836 bis 1842 (S. 729–885), Briefwechsel mit Titus Ullrich 1847 (S. 887–890), Briefwechsel mit Richard Wüerst 1850 bis 1851 (S. 891–899), Briefwechsel mit August Zschiesche 1840 (S. 901–904), Briefwechsel mit unbekannten Korrespondenzpartnern 1838 bis 1843 (S. 905–912).
- Band 18, Briefwechsel mit Korrespondenten in Berlin 1856 bis 1896, hg. von Klaus Martin Kopitz, Eva Katharina Klein und Thomas Synofzik, Köln 2015, 868 Seiten; ISBN 978-3-86846-055-1.
  - Briefwechsel mit der Kunsthandlung Amsler & Ruthardt 1874 bis 1876 (S. 29–33), Briefwechsel mit Julie von Asten 1856 bis 1895 (S. 35–60), Briefwechsel mit Ida Becker 1878 (S. 61–64), Briefwechsel mit Nanny Berg 1873 (S. 65–70), Briefwechsel mit Emil Breslaur 1889 (S. 71–75), Briefwechsel mit Eduard Daege 1874 (S. 77–81), Briefwechsel mit Heinrich Ehrlich 1886 bis 1887 (S. 83–88), Briefwechsel mit Julius Friedländer 1857 bis 1859 (S. 89–94), Briefwechsel mit Julius Greiff 1886 (S. 95–98), Briefwechsel mit Julius Grosser 1884 (S. 99–103), Briefwechsel mit dem Berliner Haupt-Unterstützungs-Verein für die Familien der zur Fahne Einberufenen 1870 (S. 105–109), Briefwechsel mit Friedrich Kiel 1862 (S. 111–115), Briefwechsel mit Theodor Kullak 1864 (S. 115–119), Briefwechsel mit dem preußischen Kultusministerium (Gustav von Goßler und Friedrich Althoff) 1887 bis 1890 (S. 121–139), Briefwechsel mit Moritz und Sarah Lazarus sowie Nahida Ruth Lazarus 1866 bis 1895 (S. 141–363), Briefwechsel mit Martin und Elise Levy sowie deren Tochter Julie und C. Buschow 1876 bis 1896 (S. 365–428), Briefwechsel mit Robert Lucius von Ballhausen 1888 (S. 429–432), Briefwechsel mit Jean Louis Nicodé 1876 (S. 433–436), Briefwechsel mit Siegfried Ochs 1890 (S. 437–440), Briefwechsel mit Antonie Paul 1869  (S. 441–444), Briefwechsel mit Hermann Planer 1867 bis 1879 (S. 445–454), Briefwechsel mit Moritz Plaut 1870 (S. 455–460), Briefwechsel mit Robert Radecke und Wilhelm Richter 1856 bis 1891 (S. 461–486), Briefwechsel mit Laura Rappoldi-Kahrer 1874 (S. 487–492), Briefwechsel mit Richard, Helene und Georg Schöne sowie mit Alfred Schöne, Karoline Wigand und Ida Cichorius geb. Wigand 1873 bis 1893 (S. 493–558), Briefwechsel mit Paul G. A. Schröder 1874 (S. 559–562), Briefwechsel mit Philipp und Mathilde Spitta 1870 bis 1885 (S. 563–581), Briefwechsel mit Felicia Tuczek 1878 (S. 583–587), Briefwechsel mit Kaiserin Victoria, Claire von Gersdorff und der Königin-Luise-Stiftung 1887 bis 1891 (S. 589–596), Briefwechsel mit Eduard Wendt 1862 bis 1863 (S. 597–601), Briefwechsel mit Elisabeth Werner sowie Anna und Anton Storch 1840 bis 1895 (S. 603–769), Briefwechsel mit Emanuel Wirth 1871 bis 1877 (S. 771–775), Briefwechsel mit unbekannten Korrespondenzpartnern 1860 bis 1874 (S. 777–780).
- Band 19, Briefwechsel mit Korrespondenten in Leipzig 1828 bis 1878, hg. von Annegret Rosenmüller und Ekaterina Smyka, Köln 2018, 1008 Seiten; ISBN 978-3-86846-029-2.
  - Briefwechsel mit Joseph Matthäus Aigner 1844 (S. 43–50), Briefwechsel mit Rudolf Andersch 1837 (S. 51–55), Briefwechsel mit Ernst Anschütz 1841 bis 1843 (S. 57–64), Briefwechsel mit Theodor Apel 1846 (S. 65–70), Briefwechsel mit Antonio Bazzini 1843 bis 1844 (S. 71–84), Briefwechsel mit Johann Ludwig Wilhelm und Emilie Beck 1843 bis 1844 (S. 85–90), Briefwechsel mit Carl Ferdinand Becker 1834 bis 1847 (S. 91–224), Briefwechsel mit Julius Becker 1835 bis 1846 (S. 225–262), Briefwechsel mit Bertha Böhne 1840 (S. 263–266), Briefwechsel mit Adolf Böttger 1841 bis 1862 (S. 267–280), Briefwechsel mit Raimund Dietrich Brachmann 1840 (S. 281–287), Briefwechsel mit Carl Brückner 1841 bis 1846 (S. 289–298), Briefwechsel mit Friedrich Bülau 1840 (S. 299–303), Briefwechsel mit Julian Chownitz 1840 (S. 305–310), Briefwechsel mit Johanna und Clara Devrient 1836 bis 1852 (S. 311–331), Briefwechsel mit Wilhelm Einert und dem Königlichen Appellationsgericht zu Leipzig 1839 bis 1840 (S. 333–429), Briefwechsel mit Carl Moritz Engel 1840 (S. 431–435), Briefwechsel mit Alexander Fischer 1835 (S. 437–442), Briefwechsel mit Julius Wilhelm Franke 1841 bis 1843 (S. 443–450), Briefwechsel mit Eduard Freisleben 1837 (S. 451–455), Briefwechsel mit Ferdinand Gleich 1840 (S. 457–462), Briefwechsel mit Wilhelm Götte 1828 bis 1839 (S. 463–474), Briefwechsel mit Emil Grundmann 1850 (S. 475–480), Briefwechsel mit Justus Friedrich, Emil und Felix Ludwig Güntz 1834 bis 1850 (S. 481–501), Briefwechsel mit Julius Eduard Hartmann 1851 (S. 503–510), Briefwechsel mit Johanna von Haza 1838 (S. 511–517), Briefwechsel mit Friedrich Wilhelm Alexander Held 1842 (S. 519–523), Briefwechsel mit Robert Heller 1840 bis 1843 (S. 525–533), Briefwechsel mit Karl Herloßsohn 1833 bis 1841 (S. 535–542), Briefwechsel mit August Hermann Hirsch 1839 (S. 543–547), Briefwechsel mit Rudolf Hirsch 1838 bis 1844 (S. 549–580), Briefwechsel mit Ludwig Kaestner 1844 (S. 581–587), Briefwechsel mit Joseph Kayser 1850 (S. 589–593), Briefwechsel mit Carl Kloss 1834 bis 1836 (S. 595–562), Briefwechsel mit der Leipziger Kommunalgarde 1841 bis 1842 (S. 603–614), Briefwechsel mit Theodor Krausse 1842 (S. 615–621), Briefwechsel mit Ferdinand Gustav Kühne 1838 bis 1850 (S. 623–635), Briefwechsel mit Wilhelm Adolf und Julie Lampadius 1842 bis 1878 (S. 637–650), Briefwechsel mit Johann Christoph Sigmund Lechner 1840 (S. 651–655), Briefwechsel mit Carl August Lehmann 1841 (S. 657–660), Briefwechsel mit Heinrich Lemcke 1838 bis 1840 (S. 661–667), Briefwechsel mit Oswald Lorenz 1837 bis 1851 (S. 669–749), Briefwechsel mit Gotthard Oswald Marbach 1844 (S. 751–756), Briefwechsel mit Christian Henry Monicke 1837 bis 1838 (S. 757–763), Briefwechsel mit Adolph Nischwitz 1839 (S. 765–769), Briefwechsel mit Theodor Oelckers 1844 (S. 771–775), Briefwechsel mit Hermann Theobald Petschke 1836 bis 1852 (S. 777–795), Briefwechsel mit Karl Wilhelm August Porsche 1837 (S. 797–801), Briefwechsel mit Ernst Friedrich Eduard Richter 1838 bis 1842 (S. 803–810), Briefwechsel mit Carl Albert Roß 1835 (S. 811–814), Briefwechsel mit Adolf Rost 1845 (S. 815–820), Briefwechsel mit Adolph Heinrich Schletter 1842 bis 1843 (S. 821–827), Briefwechsel mit Gustav Schlick 1843 (S. 829–834), Briefwechsel mit Wilhelm Schöpff 1849 bis 1851 (S. 835–851), Briefwechsel mit Friedrich Karl Julius Schütz 1840 (S. 853–857), Briefwechsel mit Christian Andreas (von) Schumacher 1840 (S. 859–863), Briefwechsel mit Woldemar Steinert 1849 (S. 865–869), Briefwechsel mit Carl Tropus 1840 bis 1841 (S. 871–880), Briefwechsel mit Wilhelm Tschirch 1843 (S. 881–885), Briefwechsel mit Louis Weißenborn 1848 bis 1850 (S. 887–894), Briefwechsel mit Ferdinand Winckler 1845 (S. 895–900), Briefwechsel mit Karl August Zwicker 1838 bis 1843 (S. 901–907).
- Band 20, Briefwechsel mit Korrespondenten in Leipzig 1830 bis 1894, hg. von Annegret Rosenmüller und Ekaterina Smyka, Köln 2019, 1024 Seiten; ISBN 978-3-86846-030-8.
  - Briefwechsel mit der Konzertdirektion des Leipziger Gewandhauses (Gustav Moritz Clauss, Heinrich Dörrien, Jacob Bernhard Limburger, Bernhard Limburger, Adolph Keil und Wilhelm Seyfferth) 1832 bis 1890 (S. 49–202), Briefwechsel mit Ferdinand Böhme 1840 bis 1850 (S. 203–209), Briefwechsel mit Emil Büchner 1848 bis 1882 (S. 211–222), Briefwechsel mit Ferdinand und Sophie David 1836 bis 1868 (S. 223–354), Briefwechsel mit Friedrich Diethe 1853 (S. 355–360), Briefwechsel mit Alfred Dörffel 1844 bis 1880 (S. 361–385), Briefwechsel mit Otto Dresel 1845 bis 1851 (S. 387–407), Briefwechsel mit Andreas, Friederich und Elisabeth Grabau, Julius Alexander und Henriette Bünau sowie Elisabeth Sachsse 1836 bis 1892 (S. 409–433), Briefwechsel mit Carl Grenser 1834 bis 1853 (S. 435–447), Briefwechsel mit Friedrich Georg Haubold 1865 (S. 449–453), Briefwechsel mit Moritz Hauptmann und der Bachgesellschaft zu Leipzig 1831 bis 1853 (S. 455–503), Briefwechsel mit Eduard Hermsdorf und dem Musikverein Euterpe in Leipzig 1835 bis 1840 (S. 505–513), Briefwechsel mit Christoph Wolfgang Hilf 1841 (S. 515–522), Briefwechsel mit August Horn 1849 bis 1852 (S. 523–533), Briefwechsel mit Johann Georg Keil 1843 bis 1844 (S. 535–553), Briefwechsel mit August Kindermann und Magdalene Hoffmann 1843 bis 1844 (S. 555–561), Briefwechsel mit Julius Klengel (d.Ä.), Helene und Paul Klengel 1850 bis 1887 (S. 563–578), Briefwechsel mit Julius Knorr, der Bücher-Kommission und dem Stadtgericht zu Leipzig 1831 bis 1840 (S. 579–620), Briefwechsel mit Ernst Pfundt 1832 bis 1851 (S. 621–646), Briefwechsel mit dem Polizeiamt in Leipzig 1849 (S. 647–651), Briefwechsel mit Carl Reinecke 1841 bis 1888 (S. 653–766), Briefwechsel mit Engelbert, Pauline und Julius Röntgen sowie Amanda Röntgen-Maier 1863 bis 1894 (S. 767–799), Briefwechsel mit Heinrich Conrad und Franz Eduard Schleinitz 1830 bis 1861 (S. 801–830), Briefwechsel mit Moritz und Elisabeth Seeburg 1843 bis 1878 (S. 831–847), Briefwechsel mit Robert Seitz 1876 bis 1881 (S. 849–854), Briefwechsel mit Ernst Ferdinand Wenzel 1835 bis 1880 (S. 855–895).
- Band 21, Briefwechsel mit Korrespondenten in Leipzig 1826 bis 1896, hg. von Annegret Rosenmüller, Ekaterina Smyka und Eva Katharina Klein, Köln 2025, 1324 Seiten; ISBN 978-3-86846-031-5 (zwei Teilbände).
  - Briefwechsel mit Friedrich Ahlfeld 1857 (S. 53–60), Briefwechsel mit Heinrich Ludwig Barthels (S. 61–66), Briefwechsel mit Adolph Bendix 1843 (S. 67–72), Briefwechsel mit Heinrich, Pauline, Marie Pauline (?), Friedrich, Luise (?) und Clara Brockhaus sowie dem Verlag F. A. Brockhaus und Georg Günther 1837 bis 1856 (S. 73–108), Briefwechsel mit Emilie, Julius, Ida und Emma Carl sowie Clara und Carl Friedrich Dubois 1839 bis 1887 (S. 109–122), Briefwechsel mit Ernst August, Agnes, Julius Victor und Gertrud Carus 1828 bis 1883 (S. 123–134), Briefwechsel mit Wilhelm, Anna Elisabeth, Elise Charlotte, Marie, Siegfried Leberecht und Friedrich Crusius 1843 bis 1846 (S. 135–142), Briefwechsel mit August Diezmann 1842 (S. 143–148), Briefwechsel mit Carl Friedrich Dörffling 1835 bis 1837 (S. 149–156), Briefwechsel mit Alexander sowie Elisabeth und Raimund Dreyschock 1847 bis 1868 (S. 157–166), Briefwechsel mit Georg Ebers 1878 (S. 167–174), Briefwechsel mit Livia und Woldemar (von) Frege sowie Arnold (von) Frege-Weltzien 1832 bis 1891 (S. 175–416), Briefwechsel mit der Firma Frege & Co. 1847 (S. 417–422), Briefwechsel mit Louis Friedenthal 1853 (S. 423–428), Briefwechsel mit Friedrich Wilhelm Gebhardt 1843 (S. 429–432), Briefwechsel mit Günter von der Groeben 1877 (S. 433–438), Briefwechsel mit Heinrich August Hacker 1839 bis 1843 (S. 439–442), Briefwechsel mit Ernst von Heeringen 1852 (S. 443–448), Briefwechsel mit Julius Heintze und der Redaktion der Illustrirten Zeitung 1850 (S. 449–456), Briefwechsel mit Ludwig Höpfner 1843 (S. 457–460), Briefwechsel mit Hedwig und Franz von Holstein 1875 bis 1895 (S. 461–534), Briefwechsel mit Victor Jacobi 1852 (S. 535–540), Briefwechsel mit Otto Jahn 1848 bis 1863 (S. 541–552), Briefwechsel mit Jacob Axel Josephson 1846 bis 1847 (S. 553–562), Briefwechsel mit Julie und George Kissel, Adele, Alexander, Julienne (?) und Oskar (?) Flinsch sowie Adolf Varrentrapp 1871 bis 1896 (S. 563–578), Briefwechsel mit Karl von Ledebur 1874 (S. 579–584), Briefwechsel mit Wilhelm Bruno Lindner 1842 bis 1843 (S. 585–590), Briefwechsel mit Albert Lortzing 1843 (S. 591–596), Briefwechsel mit Christian Gottlieb Müller 1832 bis 1841 (S. 597–612), Briefwechsel mit Franz Otto 1831 bis 1835 (S. 613–624), Briefwechsel mit Karl Petersen 1850 (S. 625–628), Briefwechsel mit Wilhelm Pögner 1836 (S. 629–634), Briefwechsel mit Franz Poland 1843 bis 1844 (S. 635–640), Briefwechsel mit Gustav Ponath 1840 bis 1842 (S. 641–646), Briefwechsel mit Gustav Rast 1849 (S. 647–650), Briefwechsel mit Heinrich II. und Clothilde Reuß-Köstritz sowie Heinrich XXIV. Reuß-Köstritz 1838 bis 1874 (S. 651–670), Briefwechsel mit Moritz Emil Reuter 1835 bis 1853 (S. 671–860), Briefwechsel mit August Ferdinand und Heinrich Riccius 1848 bis 1853 (S. 861–874), Briefwechsel mit Carl Riedel 1878 (S. 875–880), Briefwechsel mit Hugo Riemann 1873 (S. 881–886), Briefwechsel mit Julius Rietz 1841 bis 1876 (S. 887–1008), Briefwechsel mit Friedrich Sebald Ringelhardt und Robert Blum 1841 bis 1843 (S. 1009–1022), Briefwechsel mit Friedrich Rochlitz 1841 (S. 1023–1028), Briefwechsel mit Robert Schaab 1852 (S. 1029–1034), Briefwechsel mit Mally Schmidt 1846 (S. 1035–1040), Briefwechsel mit Ludwig Julius Schöne 1842 bis 1845 (S. 1041–1048), Briefwechsel mit Julius Schramm 1850 (S. 1049–1052), Briefwechsel mit August Schumann 1848 (S. 1053–1060), Briefwechsel mit August Schuster 1832 bis 1835 (S. 1061–1066), Briefwechsel mit Max Staegemann 1868 bis 1883 (S. 1067–1076), Briefwechsel mit Hermann Stähnisch 1843 (S. 1077–1092), Briefwechsel mit Albert und Lidy Steche 1843 bis 1853 (S. 1093–1110), Briefwechsel mit Ferdinand und Charlotte Auguste Stegmayer 1836 bis 1839 (S. 1111–1120), Briefwechsel mit Emil Strube 1878 (S. 1121–1124), Briefwechsel mit Carl Christian Friedrich Thorbeck 1843 (S. 1125–1130), Briefwechsel mit Ernst Leberecht Wagner 1873 (S. 1131–1138), Briefwechsel mit Rudolf Wirsing 1849 bis 1852 (S. 1139–1162), Briefwechsel mit unbekannten Korrespondenten 1834 bis 1878 (S. 1163–1188)
- Band 22, Briefwechsel mit Korrespondenten in Dresden, hg. von Carlos Lozano Fernandez und Renate Brunner, Köln 2022, 1603 Seiten; ISBN 978-3-86846-032-2 (zwei Teilbände).
  - Briefwechsel mit Karl Theodor Winkler 1826 bis 1849 (S. 53–62), Briefwechsel mit Carl Gottlieb Reissiger 1828 bis 1845 (S. 63–84), Briefwechsel mit Carl Krägen 1831 bis 1843 (S. 85–102), Briefwechsel mit Carl Gustav und Marianne Carus 1831 bis 1855 (S. 103–118), Briefwechsel mit Julius Mosen 1833 bis 1841 (S. 119–128), Briefwechsel mit Julius Otto 1834 bis 1848 (S. 129–136), Briefwechsel mit Karl Borromäus von Miltitz 1834 (S. 137–142), Briefwechsel mit Ernst Bommer 1834 bis 1838 (S. 143–172), Briefwechsel mit Ernst Schladebach 1835 bis 1848 (S. 173–220), Briefwechsel mit Karl Eduard Hering 1835 bis 1838 (S. 221–238), Briefwechsel mit Karol Józef und Gustav Carl Lipinski 1835 bis 1841 (S. 239–248), Briefwechsel mit Friedrich Wilhelm Schütze 1835 bis 1836 (S. 249–256), Briefwechsel mit Wolf August von Lüttichau 1836 bis 1850 (S. 257–268), Briefwechsel mit Michael, Philippine, Sophie (verh. von Baudissin), Felix und Carl Kaskel sowie dem Konsulat von Schweden und Norwegen (Maximilian Schoene) 1836 bis 1888 (S. 269–328), Briefwechsel mit Friedrich Anton und Friederike Serre 1836 bis 1859 (S. 329–372), Briefwechsel mit Heinrich Wilhelm Ernst 1836 bis 1857 (S. 373–382), Briefwechsel mit den Gebrüdern Eduard, Albert und Hermann sowie Eugen Franck 1837 bis 1880 (S. 383–398), Briefwechsel mit Therese von Winckel 1837 bis 1838 (S. 399–408), Briefwechsel mit Franz Botgorschek 1838 (S. 409–414), Briefwechsel mit Karl Schroeder 1838 (S. 415–426), Briefwechsel mit Albert Schiffner 1839 bis 1843 (S. 427–552), Briefwechsel mit Ferdinand Friedrich 1840 (S. 553–562), Briefwechsel mit Woldemar Biering 1840 (S. 563–570), Briefwechsel mit Joseph Lidel und Giulio Regondi 1841 (S. 571–578), Briefwechsel mit Julius und August Freyer 1841 (S. 579–586), Briefwechsel mit König Friedrich August II. von Sachsen und Gottlob Heinrich von Minckwitz 1841 bis 1845 (S. 587–594), Briefwechsel mit Ferdinand Heine 1842 (S. 595–600), Briefwechsel mit Friedrich Ernst Buddeus 1843 (S. 601–606), Briefwechsel mit Friedrich Wilhelm Barchewitz 1843 (S. 607–612), Briefwechsel mit Christian Gottlob Höpner 1843 (S. 613–618), Briefwechsel mit Carl Ferdinand Adam 1843 (S. 619–624), Briefwechsel mit Moritz Hellmuth 1843 (S. 625–630), Briefwechsel mit Florens Schulze 1843 bis 1849 (S. 631–642), Briefwechsel mit Justus Johann Friedrich Dotzauer 1843 (S. 643–646), Briefwechsel mit Friedrich Wilhelm von Trautvetter 1843 (S. 647–652), Briefwechsel mit Henri-Louis-Stanislas Mortier de Fontaine 1845 (S. 653–658), Briefwechsel mit Julius Hammer 1845 bis 1849 (S. 659–664), Briefwechsel mit Friedrich Ottomar Meinhardt 1845 (S. 665–668), Briefwechsel mit Félicien David 1845 bis 1852 (S. 669–676), Briefwechsel mit Fürst Kazimierz Lubomirski 1845 (S. 677–682), Briefwechsel mit Carl Robert Schmieder 1845 (S. 683–688), Robert Schumann im Briefwechsel mit Christian Friedrich Grimmer 1845 (S. 689–698), Briefwechsel mit Johann Gottlob Schneider 1845 bis 1852 (S. 699–712), Briefwechsel mit Johann Heinrich Gerstkamp 1845 (S. 713–716), Briefwechsel mit Johann Gottlieb Pfützner 1846 (S. 717–722), Briefwechsel mit Constanze Jacobi 1846 bis 1849 (S. 723–740), Briefwechsel mit Charles Voss 1846 (S. 741–744), Briefwechsel mit Otto Böhme 1846 bis 1848 (S. 745–752), Briefwechsel mit Christian Siedentopf 1846 (S. 753–756), Briefwechsel mit Eduard Ferdinand Hauschild 1846 (S. 757–762), Briefwechsel mit Caroline und Max Maria von Weber 1847 bis 1852 (S. 763–770), Briefwechsel mit Carl Traugott und Friederike Fritzsche 1847 bis 1849 (S. 771–776), Briefwechsel mit Josef Aloys Tichatschek 1847 (S. 777–780), Briefwechsel mit Julie Ritter und Franziska Ritter, geb. Wagner 1847 bis 1860 (S. 781–790), Briefwechsel mit Friedrich Salomon Lucius (Harmoniegesellschaft Dresden) 1847 (S. 791–796), Briefwechsel mit Otto Kade 1847 (S. 797–808), Briefwechsel mit Emil Naumann 1848 bis 1885 (S. 809–818), Briefwechsel mit Marie Weigel 1848 (S. 819–824), Briefwechsel mit Jean D. de Marlin 1848 (S. 825–828), Briefwechsel mit Graf Franz Seraphin von Kuefstein 1848 (S. 829–834), Briefwechsel mit dem Männergesangverein Orpheus (Friedrich August Berthelt) 1848 (S. 835–838), Briefwechsel mit Carl Friedrich Ziller 1848 (S. 839–842), Briefwechsel mit Amalie Scholl 1848 (S. 843–848), Briefwechsel mit Moritz Heydrich 1848 (S. 849–854), Briefwechsel mit Josef Bayer 1848 (S. 855–858), Briefwechsel mit Gottlob Heinrich Stein 1848 (S. 859–862), Briefwechsel mit dem Chorgesangverein Dresden 1848 bis 1857 (S. 863–872), Briefwechsel Emilie Steffens verh. Heydenreich 1848 bis 1888 (S. 873–942), Briefwechsel mit Eduard Barteldes 1848 (S. 943–948), Briefwechsel mit Carl Wilhelm Eduard Schäffer 1848 (S. 949–956), Briefwechsel mit Christian Robert Pfretzschner 1848 bis 1849 (S. 957–968), Briefwechsel mit Eduard Rudolph 1849 bis 1857 (S. 969–978), Briefwechsel mit Susette Anna Kohlmetz 1849 (S. 979–984), Briefwechsel mit Joseph Rudolf Lewy 1849 bis 1850 (S. 985–990), Briefwechsel mit Carl Gottschalk 1849 bis 1852 (S. 991–1026), Briefwechsel mit Gottlieb Heinrich Mühle 1849 (S. 1027–1032), Briefwechsel mit Theodor Uhlig 1849 bis 1850 (S. 1033–1044), Briefwechsel mit Anton Mitterwurzer 1849 (S. 1045–1050), Briefwechsel mit Friederike Malinska 1849 bis 1851 (S. 1051–1060), Briefwechsel mit Otto Ludwig 1849 bis 1860 (S. 1061–1070), Briefwechsel mit Fritz Spindler 1849 (S. 1071–1078), Briefwechsel mit Marie von Lindeman 1850 bis 1895 (S. 1079–1276), Briefwechsel mit Christian Moritz Heymann 1849 (S. 1277–1284), Briefwechsel mit Franz und Georgine Schubert 1849 bis 1865 (S. 1285–1292), Briefwechsel mit Karl August Richter 1850 (S. 1293–1296), Briefwechsel mit Therese von Bach 1850 (S. 1297–1300), Briefwechsel mit Franz Eduard Gehe 1850 (S. 1301–1308), Briefwechsel mit Caroline Dalle Aste 1850 (S. 1309–1312), Briefwechsel mit Ottomar Herzberg 1850 (S. 1313–1320), Briefwechsel mit August Otto Krug 1850 (S. 1321–1326), Briefwechsel mit Nathan Richardson 1850 (S. 1327–1332), Briefwechsel mit Gotthelf Häbler 1851 (S. 1333–1338), Briefwechsel mit Carl Pitschel 1852 (S. 1339–1344), Briefwechsel mit B. Biehl 1852 (S. 1345–1348), Briefwechsel mit Baronin Eliza von Bendeleben-Uckermann 1853 (S. 1349–1356), Briefwechsel mit Titus Voigtländer 1853 (S. 1357–1362), Briefwechsel mit Fritz Weiß und Anna Löhn 1854 (S. 1363–1372), Briefwechsel mit Moritz Fürstenau 1857 (S. 1373–1382), Briefwechsel mit Bernhard Friedel 1860 (S. 1383–1390), Briefwechsel mit Isidor Seiss 1861 bis 1871 (S. 1391–1396), Briefwechsel mit Hermann Mannsfeldt 1862 bis 1881 (S. 1397–1396), Briefwechsel mit dem Tonkünstlerverein Dresden (Julius Rühlmann) 1866 (S. 1403–1402), Briefwechsel mit Theodor Müller-Reuter 1873 bis 1893 (S. 1409–1338), Briefwechsel mit Franz Ries 1876 bis 1880 (S. 1439–1450), Briefwechsel mit Cornelie Schunck 1878 (S. 1451–1454), Briefwechsel mit Waldemar Meyer 1883 (S. 1455–1458), Briefwechsel mit Paul Alfred Stübel 1884 (S. 1459–1464), Briefwechsel mit Paul Richard Boehmig 1888 (S. 1465–1472).
- Band 24, Briefwechsel mit Korrespondenten in Norddeutschland, hg. von Michael Heinemann, Anselm Eber, Jelena Josic, Thomas Synofzik, Ute Scholz und Arend Christiaan Clement, Köln 2025, 1494 Seiten; ISBN 978-3-86846-034-6 (zwei Teilbände).
  - Briefwechsel mit Laura Emilie Apel 1867 (S. 45–48), Briefwechsel mit Mathilde Arnemann 1847 bis 1877 (S. 49–56), Briefwechsel mit Theodor, Wilhelmine, Luise, Robert und Johannes Avé-Lallemant 1840 bis 1893 (S. 57–292), Briefwechsel mit Carlo Emanuele Di Barbieri sowie Christian Otterer und Georg Rudolph Petersen 1853 bis 1854 (S. 293–302), Briefwechsel mit Lilly Bernhard 1834 bis 1840 (S. 303–314), Briefwechsel mit Julius von Bernuth 1852 bis 1892 (S. 315–326), Briefwechsel mit Carl Heinrich Bierwirth 1850 bis 1853 (S. 327–340), Briefwechsel mit Carl Hermann Bitter 1875 (S. 341–344), Briefwechsel mit John Böie 1850 bis 1853 (S. 345–352), Briefwechsel mit Albert Bratfisch 1843 bis 1855 (S. 353–360), Briefwechsel mit Johann Carl Bruger 1837 (S. 361–366), Briefwechsel mit Johann Wilhelm Christern 1841 bis 1843 (S. 367–408), Briefwechsel mit Berthold Damcke 1840 (S. 409–416), Briefwechsel mit Christian Dehn 1840 (S. 417–420), Briefwechsel mit Louis Deland 1853 (S. 421–428), Briefwechsel mit Theodor Ludwig Diemer 1844 (S. 429–436), Briefwechsel mit Carl August Dohrn 1839 bis 1840 (S. 437–458), Briefwechsel mit Friedrich von Drieberg 1835 bis 1836 (S. 459–464), Briefwechsel mit Nanette, Marianne und Henriette Falk 1847 bis 1851 (S. 465–484), Briefwechsel mit Gustav Flügel 1836 bis 1846 (S. 485–504), Briefwechsel mit Laura Garbe (?) 1869 (S. 505–508), Briefwechsel mit Emanuel Geibel 1879 (S. 509–516), Briefwechsel mit Carl Gerlach 1840 (S. 517–522), Briefwechsel mit Carl Georg und Wilhelmine Grädener 1843 bis 1883 (S. 523–552), Briefwechsel mit Klaus und Doris Groth 1867 bis 1892 (S. 553–564), Briefwechsel mit Cornelius Gurlitt 1844 bis 1849 (S. 565–570), Briefwechsel mit Julie oder Maria Hallier 1860 (S. 571–578), Briefwechsel mit Johann Gottfried Hientzsch 1836 bis 1837 (S. 579–586), Briefwechsel mit Louise Japha 1852 bis 1863 (S. 587–594), Briefwechsel mit Hermann Jimmerthal 1835 (S. 595–600), Briefwechsel mit Hermann Karsten 1843 (S. 601–606), Briefwechsel mit Andreas Kretzschmer 1834 bis 1839 (S. 607–656), Briefwechsel mit Minna Kunze 1840 bis 1841 (S. 657–662), Briefwechsel mit Albert und Margarete Ladenburg 1879 bis 1895 (S. 663–670), Briefwechsel mit Emma und Luise Lesenberg 1878 (S. 671–674), Briefwechsel mit Marie und Carl Litzmann 1875 bis 1895 (S. 675–760), Heinrich, Carl und Marie Litzmann, Helene Roß, Julie und Marie Michaelis und Klaus Groth an Clara Schumann 1878 (S. 761–770), Briefwechsel mit Carl Loewe 1834 bis 1835 (S. 771–776), Briefwechsel mit Eduard Marxsen 1836 bis 1853 (S. 777–810), Briefwechsel mit Marie Michaelis 1876 bis 1895 (S. 811–818), Briefwechsel mit August Moritz 1838 bis 1841 (S. 819–842), Briefwechsel mit Georg Friedrich Most 1840 (S. 843–848), Briefwechsel mit Edward Charles Newman 1894 bis 1895 (S. 849–854), Briefwechsel mit Bernhard Odendahl 1850 (S. 855–860), Briefwechsel mit Georg Dietrich und Octavia Maria Otten 1838 bis 1858 (S. 861–896), Briefwechsel mit Johann Carl Ludwig Otto 1841 (S. 897–902), Briefwechsel mit Harriet und John Parish 1840 bis 1854 (S. 903–920), Briefwechsel mit Sophie Petersen 1849 bis 1856 (S. 921–928), Briefwechsel mit Carl Georg Prieß 1844 (S. 929–932), Briefwechsel mit Carl Räusche 1835 bis 1837 (S. 933–942), Briefwechsel mit Carl Christian Friedrich Reinhardt 1835 (S. 943–948), Briefwechsel mit Wilhelm Heinrich und Amalie Rieffel 1835 bis 1841 (S. 949–982), Briefwechsel mit Ferdinand von Roda 1842 bis 1850 (S. 983–1000), Briefwechsel mit Theodor Sack 1842 (S. 1001–1006), Briefwechsel mit Friederike, Immanuel und Kurt Sauermann sowie Thusnelde (verh. Hübbe), Olga (verh. Rausch) und Amanda Wagner 1859 bis 1896 (S. 1007–1074), Briefwechsel mit Georg Alois Schmitt 1863 bis 1896 (S. 1075–1206), Briefwechsel mit Theodor Friedrich Schrader 1837 (S. 1207–1212), Briefwechsel mit Johann Friedrich Schwencke 1834 bis 1835 (S. 1213–1222), Briefwechsel mit Leonhard Selle 1850 (S. 1223–1228), Briefwechsel mit Julius Spengel 1886 bis 1887 (S. 1229–1236), Briefwechsel mit Ernst Sperling 1837 bis 1838 (S. 1237–1244), Briefwechsel mit Adolf Heinrich Sponholtz 1841 bis 1842 (S. 1245–1252), Briefwechsel mit Hermann Stange 1877 (S. 1253–1256), Briefwechsel mit Julius Stocks 1863 bis 1878 (S. 1257–1266), Briefwechsel mit Johann Friedrich Taeglichsbeck und Christian Ernst Sörgel 1832 bis 1843 (S. 1267–1276), Briefwechsel mit Heinrich Triest 1836 bis 1842 (S. 1277–1286), Briefwechsel mit Wilhelm Ulex 1835 bis 1843 (S. 1287–1300), Briefwechsel mit Eduard Weber 1834 bis 1840 (S. 1301–1322), Briefwechsel mit Valentin (?) Weber 1838 (S. 1323–1328), Briefwechsel mit Christian Friedrich Gottlob Wilke 1839 (S. 1329–1334), Briefwechsel mit Gotthard Wöhler 1841 (S. 1335–1340), Briefwechsel mit Carl Heinrich Zöllner 1834 bis 1835 (S. 1341–1346), Briefwechsel mit unbekannten Korrespondenten in Stettin und Hamburg 1835 bis 1877 (S. 1347–1352).
- Band 26, Briefwechsel mit Korrespondenten in Süddeutschland, hg. von Ekaterina Smyka, Thomas Synofzik, Eva Katharina Klein und Michael Beiche, Köln 2024, 1385 Seiten; ISBN 978-3-86846-051-3 (zwei Teilbände).
  - Briefwechsel mit Johann Joseph Abert 1880 (S. 53–57), Briefwechsel mit Julius Allgeyer 1856 bis 1894 (S. 59–103), Briefwechsel mit Lina Baumgärtner 1878 (S. 105–109), Briefwechsel mit Ernst Becker 1878 bis 1883 (S. 111–117), Briefwechsel mit Helene Becker 1872 (S. 119–121), Briefwechsel mit Marie Bender 1893 (S. 123–125), Briefwechsel mit Hedwig Böhmer 1889 (S. 127–131), Briefwechsel mit Karl Bogler 1858 (S. 133–141), Briefwechsel mit Max Bohrer 1842 (S. 143–147), Briefwechsel mit Carl Friedrich Canstatt 1839 (S. 149–153), Briefwechsel mit Gustav Friedrich und Peter Correck 1840 bis 1841 (S. 155–171), Briefwechsel mit Felix Otto Dessoff 1877 bis 1880 (S. 173–179), Briefwechsel mit Peter Dettweiler 1879 (S. 181–185), Briefwechsel mit Hermann Dimmler 1878 bis 1879 (S. 187–195), Briefwechsel mit Adolf und Marie (von) Donndorf 1878 bis 1889 (S. 197–211), Briefwechsel mit Samuel Dreifus 1839 (S. 213–217), Briefwechsel mit Johannes Dürrner 1838 bis 1840 (S. 219–227), Briefwechsel mit Jacques Emile Dupressoir 1871 (S. 229–231), Briefwechsel mit Karl Eckert 1860 bis 1862 (S. 233–241), Briefwechsel mit Nikolaus Endter 1837 bis 1839 (S. 243–271), Briefwechsel mit Wilhelm Erb 1892 (S. 273–275), Briefwechsel mit Immanuel Faißt 1842 bis 1843 (S. 277–287), Briefwechsel mit Rosette Feidel und Frances Hyde Pilkington 1878 (S. 289–295), Briefwechsel mit Henriette Feuerbach 1880 (S. 297–305), Briefwechsel mit Alexander Fleischmann 1850 (S. 307–311), Briefwechsel mit Nikolaus Friedreich 1868 (S. 313–317), Briefwechsel mit Franz Joseph Fröhlich 1834 (S. 319–325), Briefwechsel mit Ferdinand von Gall 1864 (S. 327–331), Briefwechsel mit Ferdinand Simon Gaßner 1840 bis 1842 (S. 333–343), Briefwechsel mit Johann Adam Grauel 1835 (S. 345–347), Briefwechsel mit Ernst Grenzebach 1838 (S. 349–353), Briefwechsel mit Georg Hammer 1838 (S. 355–359), Briefwechsel mit Johann Georg Herzog 1842 (S. 361–367), Briefwechsel mit Louis Hetsch 1838 bis 1841 (S. 369–383), Briefwechsel mit Ferdinand Heyl und Louis Lüstner 1884 (S. 385–391), Briefwechsel mit Hermann Hölzel 1844 (S. 393–395), Briefwechsel mit Euchar Iller 1840 (S. 397–401), Briefwechsel mit Joseph Nikolaus Inglen 1836 (S. 403–407), Briefwechsel mit Wilhelm Jahn und Heinrich Adelon 1873 bis 1875 (S. 409–435), Briefwechsel mit Sophie Janitsch 1854 bis 1856 (S. 437–457), Briefwechsel mit Johann Wenzel und Wilhelm Kalliwoda 1832 bis 1862 (S. 459–473), Briefwechsel mit Stéphanie Kann und Lilly Pfeiffer geb. Kann verw. Benary 1871 bis 1889 (S. 475–487), Briefwechsel mit Adelbert Keller 1836 bis 1841 (S. 489–495), Briefwechsel mit Carl Friedrich Klaiber 1839 (S. 497–501), Briefwechsel mit Apollo und Johanna Klinckerfuß 1869 bis 1888 (S. 503–517), Briefwechsel mit Miloslaw Koennemann 1877 (S. 519–523), Briefwechsel mit Heinrich Adolf Köstlin 1878 bis 1890 (S. 525–541), Briefwechsel mit Friedrich Aaron, Bertha und Felix Krais 1858 bis 1895 (S. 543–565), Briefwechsel mit Ernst Kreusler 1851 (S. 567–571), Briefwechsel mit Georg Wilhelm Kündinger 1841 (S. 573–579), Briefwechsel mit Kaspar Kummer 1841 (S. 581–585), Briefwechsel mit Wilhelm Heinrich und Clara von Kurrer 1828 (S. 587–599), Briefwechsel mit Adolf Kussmaul 1868 bis 1877 (S. 601–605), Briefwechsel mit Sigmund Lebert 1864 (S. 607–609), Briefwechsel mit Helene Leisler 1879 bis 1883 (S. 611–615), Briefwechsel mit August Lemke 1830 bis 1838 (S. 617–633), Briefwechsel mit August Lewald und Fanny Lewald Stahr 1839 bis 1873 (S. 635–643), Briefwechsel mit Wilhelm Lübke 1883 bis 1893 (S. 645–657), Briefwechsel mit Concordia sen., Elisabeth, Amadeus, Concordia und Auguste von Maczewski 1883 bis 1893 (S. 659–671), Briefwechsel mit Marie Mathieu 1863 (S. 673–677), Briefwechsel mit Eduard Mohl 1840 (S. 679–683), Briefwechsel mit Wilhelmine Mohl 1878 bis 1880 (S. 685–691), Briefwechsel mit Theodor Mohr 1858 (S. 693–697), Briefwechsel mit August Müller 1843 bis 1844 (S. 699–703), Briefwechsel mit Johann Heinrich Nau 1842 bis 1844 (S. 705–719), Briefwechsel mit Emil Paur 1888 (S. 721–725), Briefwechsel mit Gustav und Elisabeth zu Putlitz 1870 bis 1890 (S. 727–749), Briefwechsel mit Lina Ramann 1883 (S. 751–757), Briefwechsel mit Anna Reiss 1882 (S. 759–761), Briefwechsel mit Carl Reiss 1869 bis 1882 (S. 763–775), Briefwechsel mit Gisbert Rosen 1828 bis 1842 (S. 777–815), Briefwechsel mit Cornelius Rübner 1884 (S. 817–821), Briefwechsel mit Friedrich Rückert 1842 bis 1849 (S. 823–829), Briefwechsel mit Christian Schad 1847 bis 1858 (S. 831–845), Briefwechsel mit Julius und Angelica Schapler 1844 bis 1852 (S. 847–865), Briefwechsel mit Hermann Scherer 1841 bis 1842 (S. 867–873), Briefwechsel mit Johann Lorenz Schiedmayer und Pianofortefabrik Schiedmayer & Söhne 1856 bis 1859 (S. 875–885), Briefwechsel mit Gustav Schilling 1835 bis 1839 (S. 887–925), Briefwechsel mit Louis Schlösser 1856 (S. 927–931), Briefwechsel mit Carl Schmitt 1871 (S. 933–937), Briefwechsel mit Else Schrödl sowie Hans und Emilie Müller 1883 bis 1896 (S. 939–959), Briefwechsel mit Alwine Schroedter 1859 bis 1880 (S. 961–977), Briefwechsel mit Ludwig, Ernst, Elisabeth und Emilie Schuncke 1834 bis 1858 (S. 979–1003), Briefwechsel mit Elise, Elisabeth und Flora Schwarz 1872 bis 1883 (S. 1005–1013), Briefwechsel mit Hermann Siebeck 1839 (S. 1015–1019), Briefwechsel mit Friedrich Silcher 1834 bis 1837 (S. 1021–1029), Briefwechsel mit Lucie Simons 1888 (S. 1031–1033), Briefwechsel mit Marie Soldat-Roeger 1888 bis 1894 (S. 1035–1057), Briefwechsel mit Hermann Sonne 1890 (S. 1059–1061), Briefwechsel mit Louis und Dorette Spohr 1831 bis 1853 (S. 1063–1099), Briefwechsel mit Ludwig Stark 1864 (S. 1101–1113), Briefwechsel mit Georg Straus und Johann Michael Faller 1840 bis 1853 (S. 1115–1131), Briefwechsel mit Joseph Strauß 1835 bis 1837 (S. 1133–1139), Briefwechsel mit Therese Täglichsbeck 1867 (S. 1141–1145), Briefwechsel mit Louis und Johann Baptist Trau 1870 bis 1872 (S. 1147–1153), Briefwechsel mit Dr. Traudt (= Adolf Henze?) 1842 (S. 1155–1159), Briefwechsel mit Wilhelm Volckmar 1841 (S. 1161–1165), Briefwechsel mit Richard und Melanie Voss 1889 bis 1894 (S. 1167–1183), Briefwechsel mit Gottfried Weber 1832 bis 1838 (S. 1185–1193), Briefwechsel mit Georg Wichtl 1838 (S. 1195–1199), Briefwechsel mit Heinrich Benedikt Wiß 1842 (S. 1201–1205), Briefwechsel mit Wilhelm Ziller 1836 bis 1863 (S. 1207–1211), Briefwechsel mit Rudolf Heinrich Zumsteeg 1859 bis 1872 (S. 1213–1217), Briefwechsel mit unbekannten Adressaten (S. 1219–1249).
- Band 27, Briefwechsel mit Korrespondenten in Österreich, Ungarn und Böhmen, hg. von Klaus Martin Kopitz, Michael Heinemann, Anselm Eber, Jelena Josic, Carlos Lozano Fernandez und Thomas Synofzik, Köln 2023, 1739 Seiten; ISBN 978-3-86846-052-0 (zwei Teilbände).
  - Briefwechsel mit der Akademie der Tonkunst (Ignaz Assmayer) 1852 (S. 49–54), Briefwechsel mit August Wilhelm Ambros 1843 bis 1865 (S. 55–76), Briefwechsel mit Josephine Baroni-Cavalcabò und Julie Baroni-Cavalcabò verh. von Webenau 1838 bis 1859 (S. 77–134), Briefwechsel mit Gustav Barth 1840 bis 1867 (S. 135–158), Briefwechsel mit Alfred Julius Becher 1835 bis 1842 (S. 159–204), Briefwechsel mit Franz Thaddäus Blatt 1838 (S. 205–212), Briefwechsel mit Franz von Braunau (Franz Xaxer Fritsch) 1838 (S. 213–217), Briefwechsel mit Ole Bull 1839 (S. 219–223), Briefwechsel mit Ignaz Franz Castelli 1832 bis 1838 (S. 225–234), Briefwechsel mit Katharina Cibbini 1838 (S. 235–240), Briefwechsel mit Wilhelm Colditz 1846 (S. 241–246), Briefwechsel mit Carl Debrois van Bruyck 1852 bis 1878 (S. 247–331), Briefwechsel mit Johann Ludwig Deinhardstein 1838 (S. 333–337), Briefwechsel mit Josef Doppler 1837 bis 1839 (S. 339–356), Briefwechsel mit Joseph von Eichendorff 1847 (S. 357–362), Briefwechsel mit Kaiser Ferdinand I., Johann Rudolph Graf Czernin und Joseph Freiherr von Sacken 1838 (S. 363–369), Briefwechsel mit Joseph und Ernestine Fischhof 1834 bis 1866 (S. 371–547), Briefwechsel mit Ludwig August Frankl 1838 (S. 549–554), Briefwechsel mit Ignaz von Fricken und Ernestine von Fricken 1834 bis 1844 (S. 555–635), Briefwechsel mit Anna Fröhlich 1839 (S. 637–640), Briefwechsel mit Aloys Fuchs 1838 bis 1847 (S. 641–653), Briefwechsel mit Ludwig Gall 1839 (S. 655–658), Briefwechsel mit Alois Gelen 1838 (S. 659–663), Briefwechsel mit Andreas Gerlovich 1846 (S. 665–668), Briefwechsel mit der Gesellschaft der Musikfreunde in Wien und Johann Baptist Geißler 1835 bis 1893 (S. 669–693), Briefwechsel mit Rudolf Glaser 1837 bis 1840 (S. 695–708), Briefwechsel mit Sigmund Goldschmidt 1841 bis 1843 (S. 709–717), Briefwechsel mit A. Graf 1841 (S. 719–723), Briefwechsel mit Conrad Graf 1838 bis 1839 (S. 725–732), Briefwechsel mit Franz Grillparzer 1838 (S. 733–742), Briefwechsel mit Anton Hackel 1838 bis 1842 (S. 743–751), Briefwechsel mit Friedrich Halm 1845 bis 1869 (S. 753–758), Briefwechsel mit Eduard Hanslick 1846 bis 1881 (S. 759–781), Briefwechsel mit Friedrich und Christine Hebbel 1847 bis 1887 (S. 783–804), Briefwechsel mit Josef Hellmesberger sen. und Georg Hellmesberger sen. 1846 bis 1868 (S. 805–815), Briefwechsel mit Moritz Herczeghy 1847 (S. 817–820), Briefwechsel mit Franz Herrmann 1840–1842 (S. 821–830), Briefwechsel Jacob Emil Hock 1845 (S. 831–835), Briefwechsel mit „Don Anonimo Justiciador“ in Prag und einem unbekannten Korrespondenten in Warnsdorf 1839 bis 1840 (S. 837–846), Briefwechsel mit K. 1838 (S. 847–850), Briefwechsel mit Eduard Kaiser 1847 (S. 851–854), Briefwechsel mit Raphael Georg Kiesewetter 1834 (S. 855–860), Briefwechsel mit Karl Joseph Kinderfreund 1840 bis 1842 (S. 861–866), Briefwechsel mit Johann Friedrich Kittl 1839 bis 1860 (S. 867–890), Briefwechsel mit Karl Joseph Kreutzberg 1838 (S. 891–897), Briefwechsel mit Josef Alois Ladurner 1838 (S. 899–911), Briefwechsel mit Eduard von Lannoy und der Direktion de Concerts sprituels 1841 (S. 913–920), Briefwechsel mit Ignaz Lewinsky 1842 bis 1844 (S. 921–932), Briefwechsel mit Carl Georg Lickl 1840 bis 1850 (S. 933–940), Briefwechsel mit Anton Löschinger 1838 bis 1839 (S. 941–955), Briefwechsel mit Joseph Merk 1838 (S. 957–967), Briefwechsel mit Ludwig Mielichhofer 1843 (S. 969–973), Briefwechsel mit Franz Xaver Wolfgang Mozart 1838 (S. 975–980), Briefwechsel mit Otto Nicolai 1838 bis 1844 (S. 981–1005), Briefwechsel mit Gustav Nottebohm und Johannes Peter Schöneberg 1842 bis 1866 (S. 1007–1060), Briefwechsel mit Aloys Panian 1842 (S. 1061–1066), Briefwechsel mit Henriette von Pereira-Arnstein 1838 (S. 1067–1072), Briefwechsel mit Gustav Petter 1847 (S. 1073–1077), Briefwechsel mit Friedrich Wilhelm Pixis 1834 bis 1837 (S. 1079–1084), Briefwechsel mit Johannes Wilhelm Pohlig 1846 (S. 1085–1089), Briefwechsel mit der Polizei- und Zensurhofstelle (Josef von Sedlnitzky-Choltic und Heinrich Hölzl) 1838 (S. 1091–1098), Briefwechsel mit dem Prager Konservatorium und dem Verein zur Beförderung der Tonkunst in Böhmen 1835 bis 1847 (S. 1099–1105), Briefwechsel mit Otto Prechtler 1842 (S. 1107–1112), Briefwechsel mit Adolf Prossnitz 1852 bis 1853 (S. 1113–1121), Briefwechsel mit H. R. 1840 (S. 1123–1127), Briefwechsel mit Benedict Randhartinger 1838 (S. 1129–1132), Briefwechsel mit Helene von Reden (?) 1856 (S. 1133–1137), Briefwechsel mit Julie und Karl Rettich 1838 bis 1866 (S. 1139–1164), Briefwechsel mit Ludwig Ritter von Rittersberg 1837 bis 1841 (S. 1165–1177), Briefwechsel mit Hermann Rollett 1854 bis 1858 (S. 1179–1188), Briefwechsel mit Johann Rufinatscha 1850 (S. 1189–1193), Briefwechsel mit dem Salzburger Museum, dem Salzburger Mozart-Verein, dem Dommusikverein und Mozarteum, der Internationalen Stiftung Mozarteum sowie mit Franz von Hilleprandt, Otto Bach und Wenzel Sedlitzky 1836 bis 1888 (S. 1195–1219), Briefwechsel mit Gräfin Elise von Schlick 1847 bis 1855 (S. 1221–1245), Briefwechsel mit August Schmidt 1839 bis 1846 (S. 1247–1279), Briefwechsel mit Florian Schmidt 1836 bis 1840 (S. 1281–1286), Briefwechsel mit Alfred Fürst von Schönburg-Hartenstein (?) 1838 (S. 1287–1293), Briefwechsel mit Joseph Schwarzl 1842 (S. 1295–1298), Briefwechsel mit Ignaz von Seyfried 1834 bis 1840 (S. 1299–1345), Briefwechsel mit Hermann Skřiwan 1839 bis 1841 (S. 1347–1352), Briefwechsel mit Bedřich Smetana 1852 bis 1856 (S. 1353–1360), Briefwechsel mit Leopold von Sonnleithner 1838 bis 1839 (S. 1361–1367), Briefwechsel mit Carl Anton Spina 1862 bis 1872 (S. 1369–1378), Briefwechsel mit Adalbert Stifter 1846 (S. 1379–1384), Briefwechsel mit Johann Baptist und Friederike Streicher sowie deren Kindern Caroline, Emil und Ernestine Streicher 1839 bis 1895 (S. 1385–1455), Briefwechsel mit Salomon Sulzer 1841 bis 1849 (S. 1457–1466), Briefwechsel mit Sigismund Thalberg 1838 (S. 1467–1471), Briefwechsel mit Wenzel Johann Tomaschek 1834 bis 1838 (S. 1473–1479), Briefwechsel mit Johann und Marie Vesque von Püttlingen 1838 bis 1866 (S. 1481–1538), Briefwechsel mit Robert Volkmann 1840 bis 1841 (S. 1539–1554), Briefwechsel mit einem unbekannten Korrespondenzpartner 1838 (S. 1555–1559).

### Serie III, Verlegerbriefwechsel
- Band 2, Briefwechsel mit Leipziger Verlegern II, hg. von Renate Brunner, Köln 2011, 504 Seiten; ISBN 978-3-86846-036-0.
  - Briefwechsel mit dem Verlag Friedrich Whistling 1835 bis 1869 (S. 37–465).
- Band 3, Briefwechsel mit Leipziger Verlegern III, hg. von Petra Dießner, Irmgard Knechtges-Obrecht und Thomas Synofzik, Köln 2008, 442 Seiten; ISBN 978-3-86846-037-7.
- Band 4, Briefwechsel mit Leipziger Verlegern IV, hg. von Petra Dießner, Michael Heinemann, Thomas Synofzik und Konrad Sziedat, Köln 2010, 554 Seiten; ISBN 978-3-86846-038-4.
- Band 5, Briefwechsel mit Verlagen in West- und Süddeutschland, hg. von Hrosvith Dahmen und Thomas Synofzik, Köln 2008, 530 Seiten; ISBN 978-3-86846-039-1.
- Band 6, Briefwechsel mit Verlagen in Berlin und Hamburg, hg. von Hrosvith Dahmen, Michael Heinemann, Thomas Synofzik und Konrad Sziedat, Köln 2009, 544 Seiten; ISBN 978-3-86846-045-2.
- Band 7, Briefwechsel mit Verlagen in Nord- und Ostdeutschland, hg. von Hrosvith Dahmen, Michael Heinemann, Thomas Synofzik und Konrad Sziedat, Köln 2009, 474 Seiten; ISBN 978-3-86846-040-7.
- Band 8, Briefwechsel mit Verlagen im Ausland 1832 bis 1853, hg. von Michael Heinemann und Thomas Synofzik, Köln 2010, 440 Seiten; ISBN 978-3-86846-036-0.
- Band 9, Briefwechsel mit dem Verlag Breitkopf & Härtel, hg. von Michael Heinemann, Köln 2015, 726 Seiten; ISBN 978-3-86846-047-6.

## Auszeichnungen
- 2016: Deutscher Musikeditionspreis für Serie I, Band 4–7